# Ziemie Odzyskane

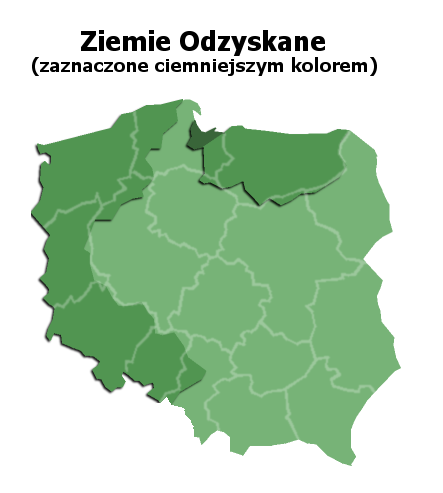
Mapa Ziem Odzyskanych

Porównanie granic II Rzeczypospolitej i Polski powojennej; ziemie przyłączone do Polski w 1945 na różowo, ziemie odłączone na szaro

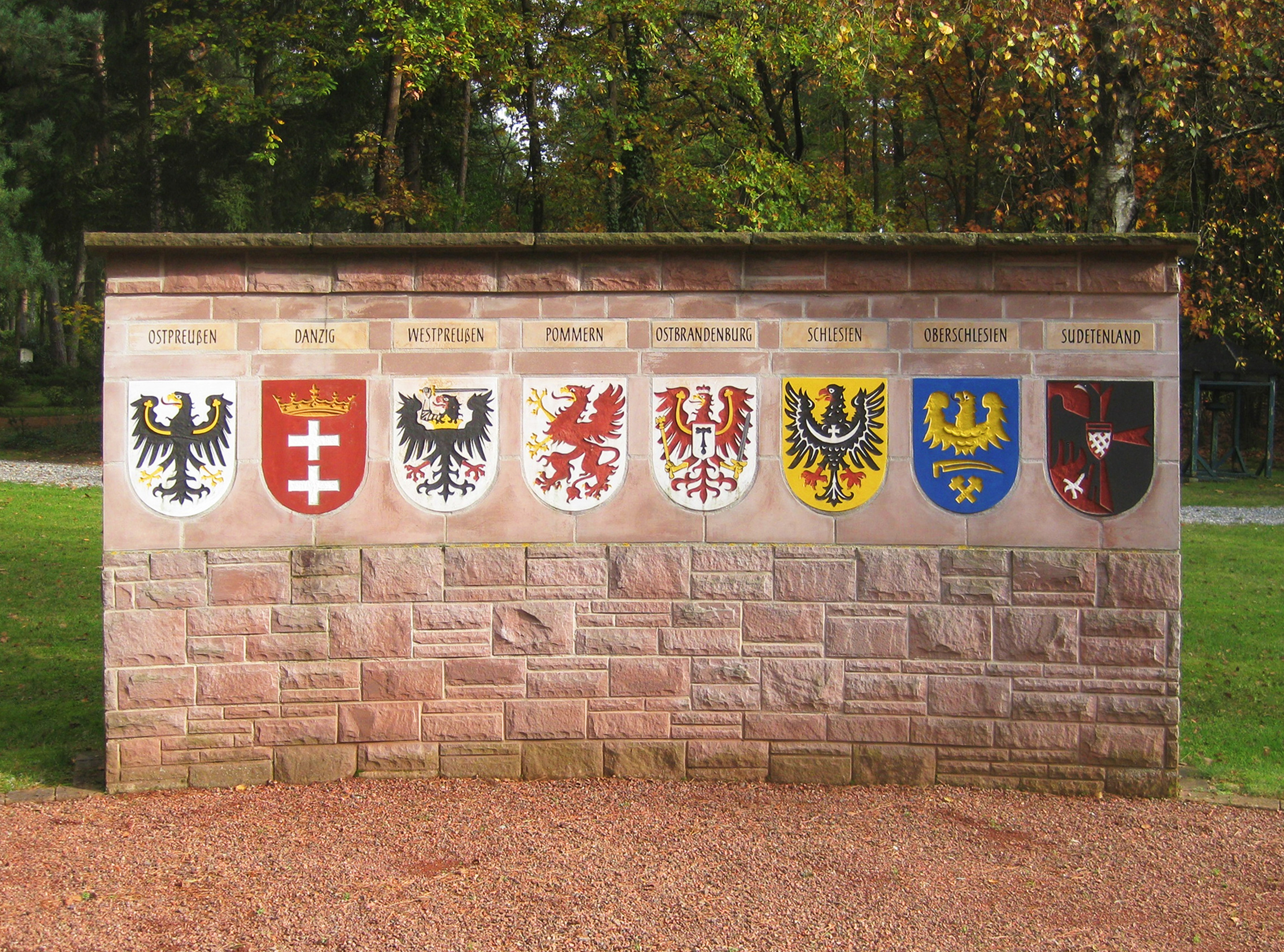
Cmentarz w Bielefeld. Herby ziem utraconych przez Niemcy po II wojnie światowej. Na rzecz Polski i ZSRR: Prusy Wschodnie, na rzecz Polski: Gdańsk, Prusy Zachodnie, Pomorze, Brandenburgia Wschodnia, Dolny Śląsk, Górny Śląsk i na rzecz Czechosłowacji: Kraj Sudetów

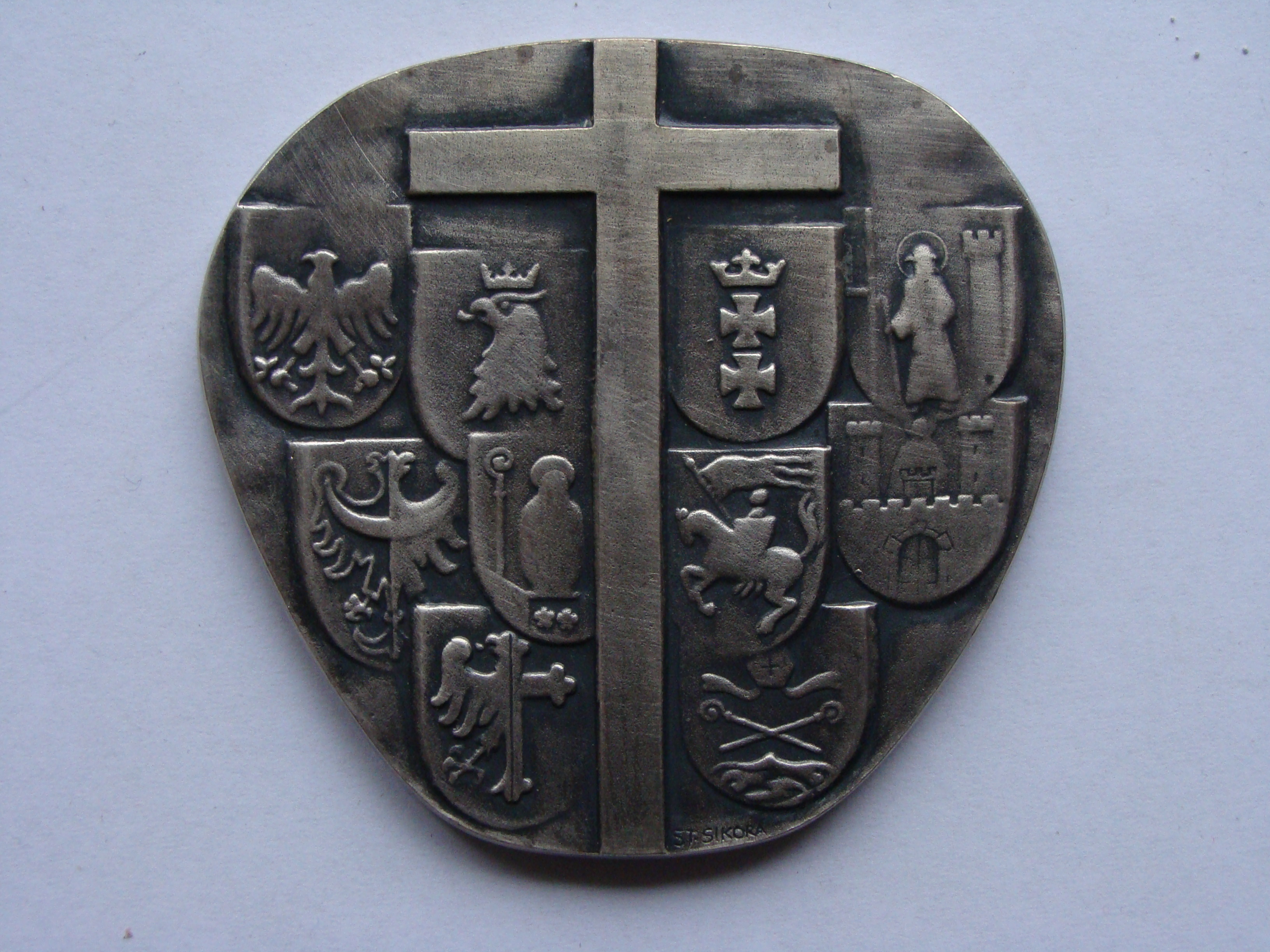
Medal – poświęcony ustanowieniu w 1972 polskich diecezji katolickich na Ziemiach Odzyskanych

Ziemie Odzyskane (początkowo także: Ziemie Zachodnie i Północne, Postulowane lub Powracające, również Kresy Zachodnie) – propagandowe określenie terytoriów przyznanych Polsce po II wojnie światowej zgodnie z postanowieniami konferencji poczdamskiej.
Określenie pierwszy raz użyte w II Rzeczypospolitej w październiku 1938 w odniesieniu do Zaolzia po jego rewindykacji od Czechosłowacji, znalazło zastosowanie po II wojnie światowej i zostało spopularyzowane w utworzonej w 1944 Polsce Ludowej w odniesieniu do terytoriów III Rzeszy włączonych do Polski. Współcześnie przez niektórych autorów bywa ono uznawane za niezasadne i jako takie zapisywane w cudzysłowie. Hasło to było mocnym akcentem propagandy PRL i obejmowało także obszary niewchodzące wcześniej w skład państwa Piastów, okresowo podporządkowane jej lennem lub słabo powiązane z Polską kulturowo i etnicznie, jak południowa część Prus Wschodnich czy ziemia kłodzka.
W czasie trwania II wojny światowej wielka trójka omówiła kilka razy sprawę granic przyszłej Polski. W wyniku uzgodnień podjętych na konferencji w Teheranie uznano m.in. zbrojną aneksję terytorium Polski dokonaną przez ZSRR w 1939 roku. Przebieg granicy polsko-sowieckiej był też przedmiotem konferencji w Jałcie w lutym 1945 i znalazł się w protokole końcowym konferencji. Podjęte zmiany granic Polski przez Wielką Brytanię, USA i ZSRR w roku 1943 i 1945, bez pytania o zdanie rządu polskiego, były wyraźnym pogwałceniem zasad Karty Atlantyckiej, która gwarantowała sygnatariuszom nienaruszalność ich granic bez zgody własnych rządów. Granica polsko-sowiecka została ostatecznie w wymiarze prawnomiędzynarodowym ustalona w umowie pomiędzy RP a ZSRR, zawartej przez wyłoniony w konsekwencji realizacji porozumień jałtańskich Tymczasowy Rząd Jedności Narodowej i rząd ZSRR w Moskwie w dniu 16 sierpnia 1945. Umowa ta weszła w życie 6 lutego 1946. Skutkiem tej umowy była cesja Kresów Wschodnich na rzecz Związku Sowieckiego i ustalenie współczesnej wschodniej granicy Polski. Zgodnie z art. 1 powyższej umowy granica państwowa między Rzecząpospolitą Polską a ZSRR miała być ustalona wzdłuż tzw. linii Curzona z odchyleniami od tej linii na rzecz Polski w niektórych rejonach od pięciu do ośmiu kilometrów.
Status i przynależność Ziem Odzyskanych unormowano umowami dwustronnymi: układem zgorzeleckim z NRD zawartym w roku 1950, Układem PRL-RFN z roku 1970 i ostatecznie 14 listopada 1990 z RFN, gdy Rzeczpospolita Polska i Republika Federalna Niemiec podpisały polsko-niemiecki traktat graniczny uznający granicę na Odrze i Nysie Łużyckiej.
Powierzchnia Ziem Odzyskanych wynosi 101 000 km², co stanowi blisko ⅓ obszaru Polski.

## Pochodzenie terminu
Termin został po raz pierwszy oficjalnie użyty po rewindykacji Zaolzia, dokonanej na mocy porozumienia polsko-czechosłowackiego 1 października 1938, po przyjęciu przez rząd Czechosłowacji ultimatum polskiego wystosowanego po konferencji monachijskiej. Oficjalnie wystąpił w Dekrecie Prezydenta Rzeczypospolitej z 11 października 1938 o zjednoczeniu Odzyskanych Ziem Śląska Cieszyńskiego z Rzecząpospolitą Polską.
Powojenne określenie Ziemie Odzyskane, podobnie jak hasło o powrocie ziem północnych i zachodnich do macierzy, nawiązywało do polskiej przeszłości tych obszarów, wywodząc z niej legitymację państwa polskiego do posiadania tych terenów. Choć sama nazwa została spopularyzowana dopiero przez propagandę PRL, propozycje odzyskania tych ziem postulowano wcześniej.

## Związek ziem obejmowanych terminem z państwem polskim
Terytoria te były częścią państwa polskiego lub były z nim w różnym stopniu – w niektórych przypadkach jedynie lennem – związane od X wieku. Począwszy od XII wieku rozpoczął się proces stopniowego odrywania lub uniezależniania tych ziem, zakończony ostatecznie unicestwieniem Polski w wyniku III rozbioru w roku 1795.
Pojęcie Ziem Odzyskanych, powstałe po roku 1945, odnosiło się do ziem zachodnich i północnych, przyznanych Polsce decyzją zwycięskich mocarstw: ZSRR, USA i Wielkiej Brytanii, które to terytoria w czasach historycznych związane były z państwem polskim lub mu podlegały, ale nie weszły w skład II Rzeczypospolitej.

## Historia

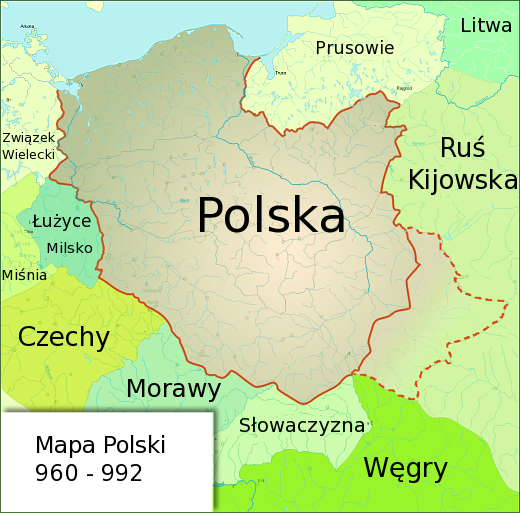
Polska za panowania Mieszka I – granice polskie na zachodzie obejmowały wówczas m.in. Wrocław i Szczecin

Pierwsze wzmianki na temat dzisiejszych obszarów Polski, w tym Ziem Odzyskanych, pierwszy raz pojawiły się w dziele greckiego historyka Herodota Dzieje, pochodzącym z V wieku p.n.e. Opisał on na terenie obecnej Polski lud Neurów, który w późniejszym czasie przeniósł się na wschód; przez niektórych polskich badaczy jest utożsamiany z proto-Słowianami. Pod koniec I wieku p.n.e. w dziele noszącym tytuł „Germania” rzymski historyk Tacyt opisał wiele plemion zamieszkujących Europę Wschodnią, czyli Bałtów, Germanów, Finów, Wenetów oraz Celtów. Na terenie dzisiejszej Polski Tacyt lokował plemię Lugiów.
Kiedy rozpoczęła się wędrówka ludów, przybyłe wcześniej ze Skandynawii i północnych Niemiec plemiona germańskie pod naporem Hunów przemieściły się na południowy zachód. Obszar podbojów nomadycznego imperium Attyli obejmował zapewne także część obszaru współczesnej Polski. W V w. terytorium dzisiejszej Polski uległo znacznemu wyludnieniu, jak to wynika ze źródeł archeologicznych, co jest obecnie interpretowane jako dowód wywędrowania z tego terenu plemion germańskich (Gotów, Wandalów i Burgundów). W połowie VI wieku plemiona słowiańskie przesunęły się ze swoich wcześniejszych siedzib poza linię górnej Wisły w kierunku na zachód i północ. W ten sposób cały obszar Ziem Odzyskanych został zasiedlony przez Słowian, z wyjątkiem Warmii i Mazur, gdzie zamieszkiwali Bałtowie.
Rozwój plemion słowiańskich doprowadził do powstania pierwszych nowożytnych struktur państwowych. W roku 820 Mojmir I stał się założycielem Państwa Wielkomorawskiego, które objęło w posiadanie Śląsk. Rozwój państwa Polan doprowadził do przejęcia znacznej części współczesnego obszaru Ziem Odzyskanych przez pierwszego historycznego władcę tego plemienia, Mieszka I, którego rządy rozpoczęły się w roku 960. Poza kontrolą Piastów pozostały tylko obszary zajmowane przez Bałtów.

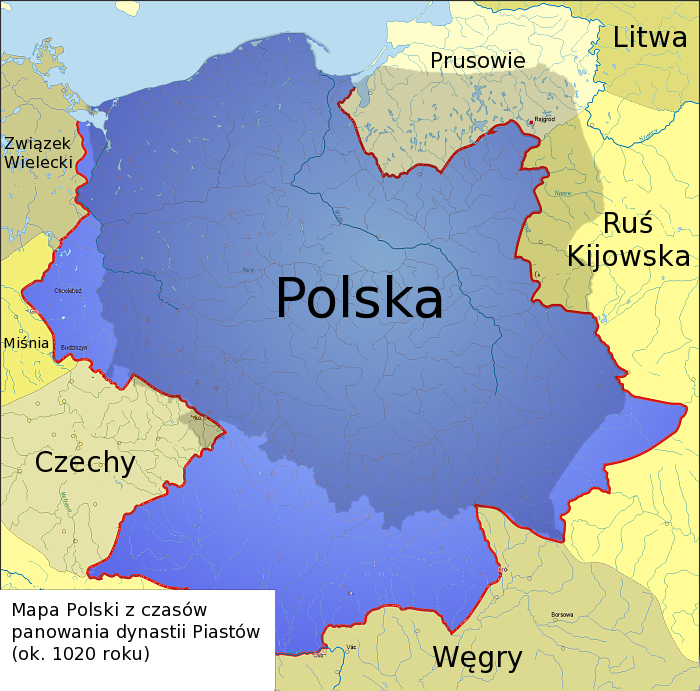
Polska za panowania Bolesława Chrobrego (cień – dzisiejsze granice) – granice polskie na zachodzie obejmowały wówczas m.in. Lubusz i Budziszyn, a okresowo także Miśnię i Kłodzko

### Pomorze Zachodnie
Pomorze Zachodnie było obszarem, który próbował podporządkować sobie już Mieszko I, odnosząc przy tym sukcesy (np. ujście Odry zajęte zostało po pobiciu plemion pomorskich w bitwie w 967). Tajemnicą pozostaje, jak długo i z jakim skutkiem trwały walki Mieszka o ten region. Późniejsze starcia Bolesława Krzywoustego w tym regionie pozwalają przypuszczać, że podbój nie był łatwy, a być może nawet nie został zakończony pełnym sukcesem. Łatwość, z jaką Pomorze odpadło od Polski za panowania Bolesława Chrobrego (ok. 1005), sugeruje, że region ten nie został włączony do państwa, lecz jedynie zhołdowany. Świadczy o tym pośrednio także fragment wstępu do pierwszej księgi kroniki Galla Anonima poświęcony Pomorzanom: Częstokroć wprawdzie naczelnicy ich pobici przez księcia polskiego szukali ocalenia w chrzcie, lecz znów zebrawszy siły wyrzekali się wiary chrześcijańskiej i na nowo wszczynali wojnę przeciw chrześcijanom. W 1000 roku powstała diecezja kołobrzeska, będąca jedną z pierwszych polskich diecezji katolickich (w wyniku nawrotu rodzimej wiary upadła pomiędzy rokiem 1007 a 1015).  
Pomorze ponownie podporządkował sobie Bolesław Krzywousty w 1121. Rozbicie dzielnicowe spowodowało osłabienie Polski, rozluźnienie więzów, a tym samym poddanie się Pomorza Zachodniego w 1181 zwierzchnictwu Świętego Cesarstwa Rzymskiego, w dalszej kolejności przejściowo Danii. W kolejnych wiekach, mimo prób zbliżenia niektórych księstw zachodniopomorskich z Polską (np. diecezja kamieńska, będąca od 1248 księstwem biskupim, podlegała okresowo polskiej hierarchii kościelnej do XIV wieku), nie udało się przywrócić poprzedniego stanu. Jedynie wschodnia część ze Słupskiem powróciła w granice polskie na lata 1294–1307, po czym jeszcze w XIV–XV wieku księstwo słupskie było lennem Polski za panowania króla Władysława II Jagiełły i Kazimierza IV Jagiellończyka. Do 1637 cały region znajdował się we władaniu rodzimej dynastii Gryfitów, po czym dzielnica uległa rozbiorowi po wojnie trzydziestoletniej między Brandenburgię i Szwecję, część ze Szczecinem przypadła Szwecji. W XVIII w. Szczecin przeszedł w ręce Brandenburgii, która stała się jednym organizmem politycznym z Królestwem Pruskim.

### Łużyce

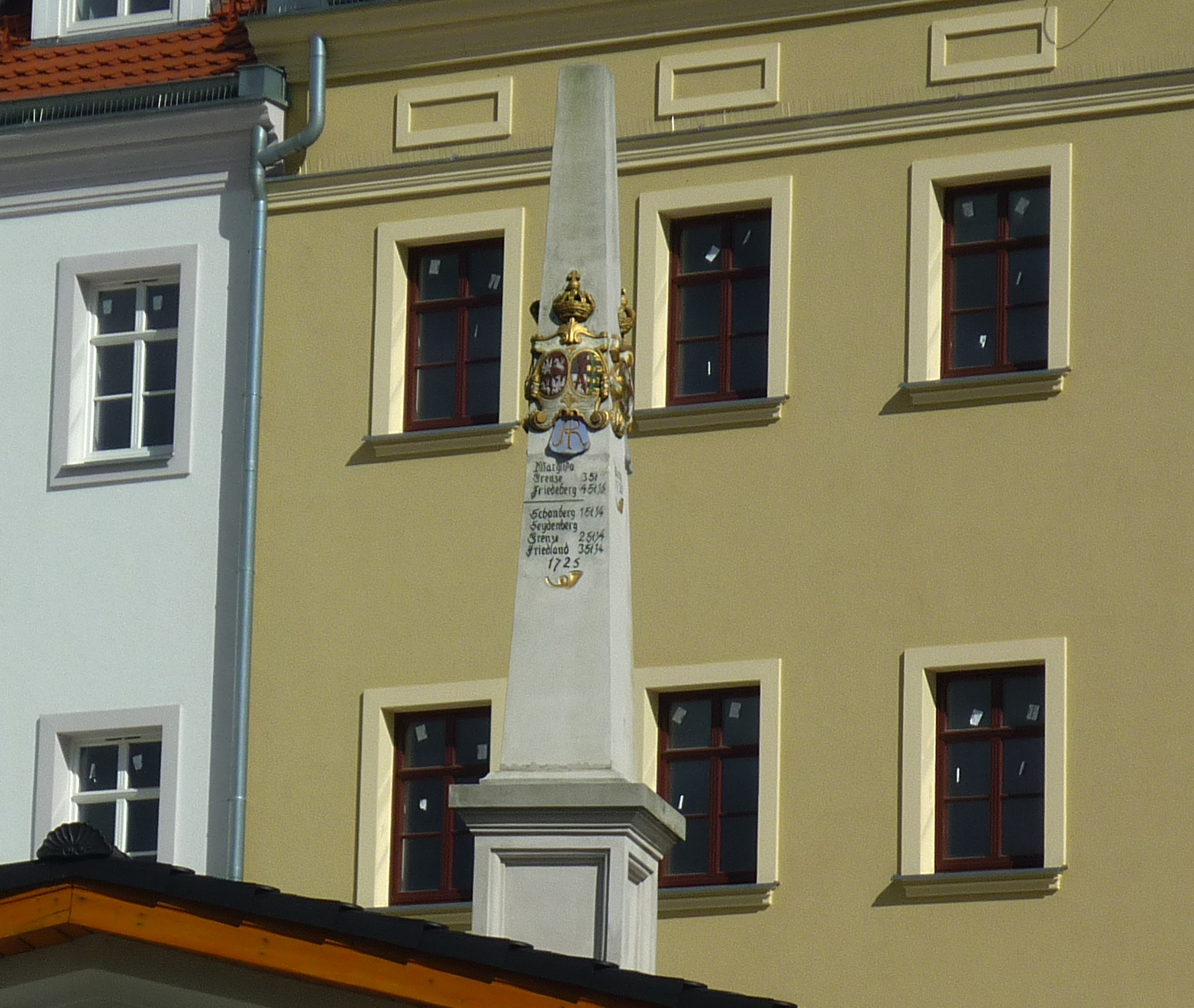
Słup dystansowy poczty polsko-saskiej (rekonstrukcja), Zgorzelec

W roku 1002 Bolesław I Chrobry przyłączył Łużyce do Polski, co zostało uznane w pokoju w Budziszynie (1018). Następnie ponownie znalazły się w obrębie wpływów niemieckich (układ pokojowy z Budziszyna, 1031 r.) jako część Marchii Miśnieńskiej. W kolejnych wiekach bywały okresowo wiązane z Polską, np. Gubin znajdował się we władaniu Henryka Brodatego na początku XIII wieku, Zgorzelec i Lubań w pierwszej połowie XIV wieku były częścią piastowskiego dolnośląskiego księstwa jaworskiego, a w latach 1697–1763 za panowania królów Augusta II i Augusta III cały obszar był w unii polsko-saskiej. Przez region biegły wówczas ważne szlaki łączące Warszawę i Drezno, którymi regularnie podróżowali królowie, dworzanie i urzędnicy polscy. Struktury Kościoła katolickiego na Górnych Łużycach podlegały polskiej metropolii gnieźnieńskiej jako część diecezji miśnieńskiej do 1399 roku. W XIV wieku cały region został częścią Korony Czeskiej, w XV wieku na krótko znalazł się we władaniu władcy Węgier, a w 1635 przypadł Saksonii. Większość współczesnej polskiej części Łużyc włączono do Królestwa Prus w 1815 roku, w granicach Saksonii pozostała jedynie Bogatynia z okolicami. To jedyny fragment Ziem Odzyskanych, który nie leżał w granicach Prus.

### Ziemia lubuska

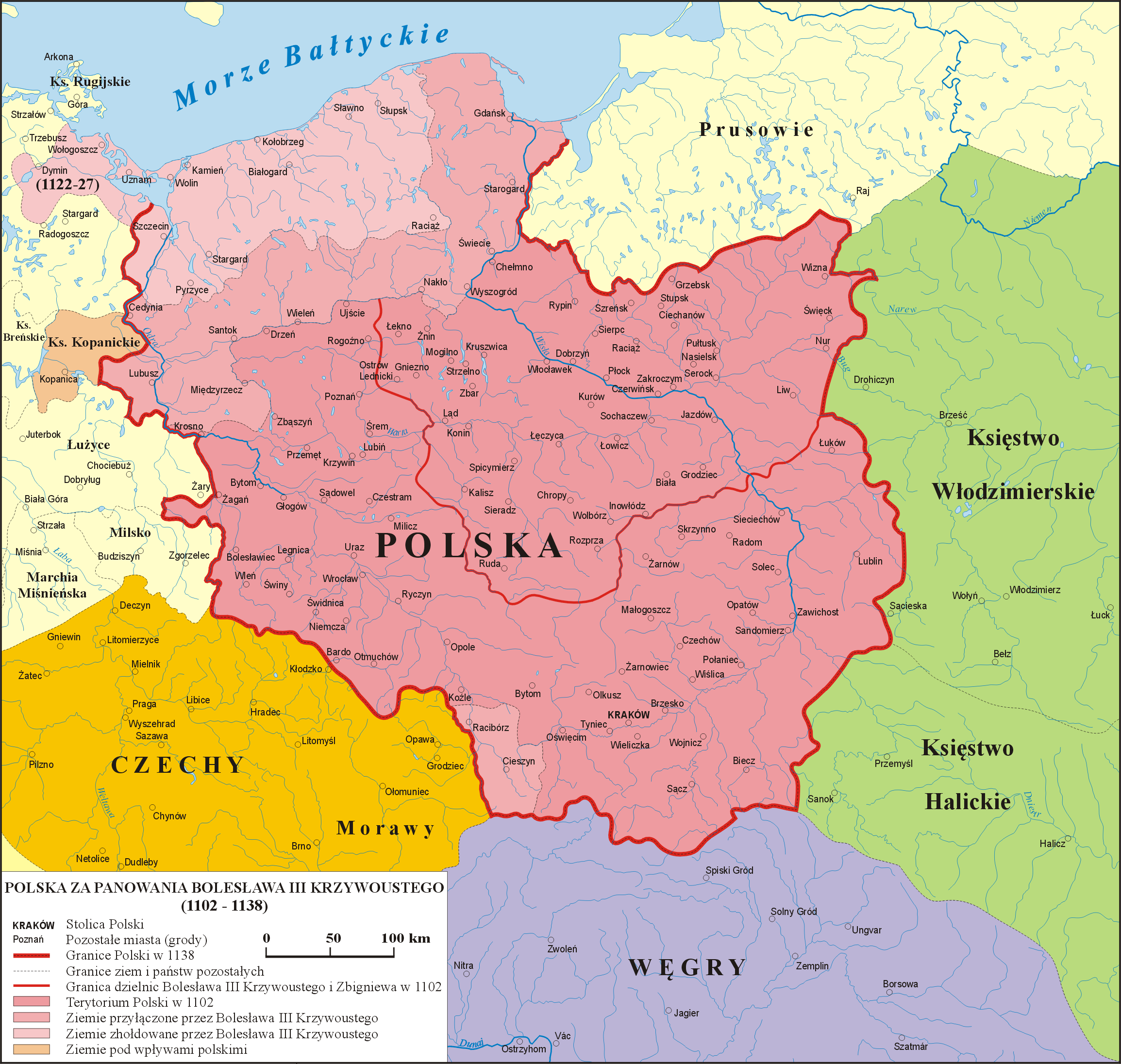
Polska za panowania Bolesława Krzywoustego – wpływy polskie na zachodzie sięgały wówczas Rugii i terenu dzisiejszego Berlina

Ziemia lubuska, region o strategicznym położeniu, w 1249 r. została odstąpiona przez księcia legnicko-głogowskiego Bolesława Rogatkę biskupstwu magdeburskiemu, a niebawem władzę tu objęli Brandenburczycy. W kolejnych latach między Pomorzem Zachodnim a Wielkopolską powstała tzw. Nowa Marchia, która swym zasięgiem objęła m.in. północno-zachodnie rubieże piastowskiej Wielkopolski (Gorzów Wielkopolski, Choszczno, Dobiegniew, Santok, Drezdenko) oraz kolejnych kilka miast zachodniopomorskich. Po 1373 r. ziemia lubuska i Nowa Marchia przejściowo znajdowały się we władzy dynastii luksemburskiej, której władcy starali się sprzedać Marchię jako region peryferyjny. W 1402 zawarto w Krakowie porozumienie w sprawie sprzedaży Nowej Marchii Polsce, jednakże parę miesięcy później ostatecznie sprzedano ją zakonowi krzyżackiemu. Podczas wojny polsko-krzyżackiej (1433) władzę polską uznały i do Polski wróciły m.in. Choszczno, Drawno i Złocieniec, jednakże na mocy ustaleń pokojowych Polacy wycofali się z miast w l. 1436–1437. Ziemia lubuska pozostała we władaniu Luksemburgów do 1415, a diecezja lubuska do 1424 podlegała polskiej hierarchii kościelnej.

### Ziemia kłodzka

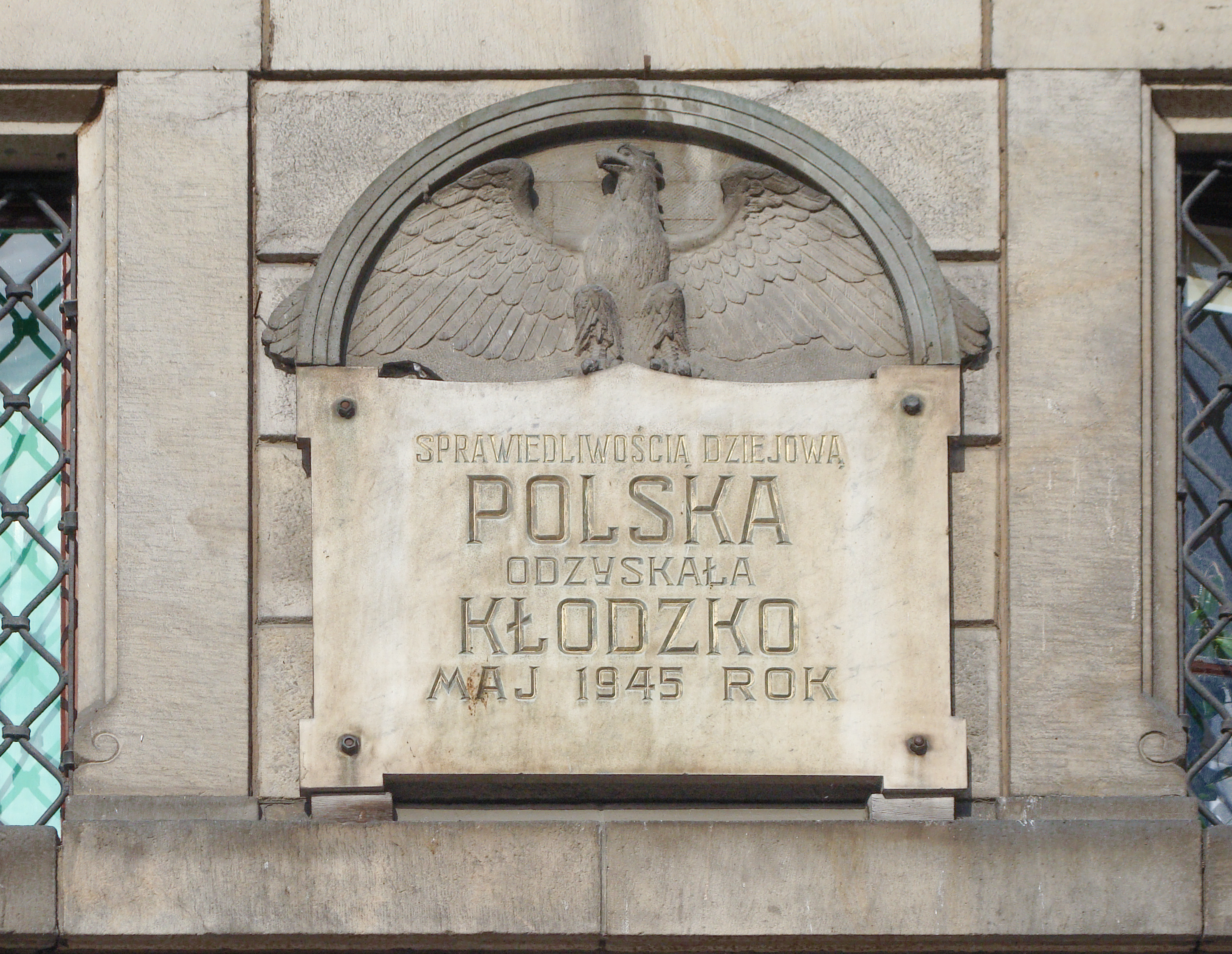
Tablica upamiętniająca odzyskanie przez Polskę w 1945 r. Kłodzka

Na początku XI wieku regionem władał Bolesław I Chrobry. Przynależność ziemi kłodzkiej do Czech potwierdził ostatecznie pokój kłodzki w 1137 roku. W 1278 r. ziemię kłodzką otrzymał w dożywocie książę wrocławski Henryk IV Probus od króla niemieckiego Rudolfa I Habsburga za złożenie hołdu lennego; po jego śmierci wróciła pod władzę królów czeskich. Od 1327 do 1335 r. pod zarządem księcia wrocławskiego Henryka VI Dobrego, a od 1336 do 1341 r. (już jako lennika czeskiego) księcia ziębickiego Bolka II z dynastii Piastów, po czym ponownie we władaniu królów Czech. Od 1459 r. posiadała status hrabstwa. Pozostawała częścią Czech do 1742, kiedy wraz z większością Śląska została zajęta przez Prusy.
W Dusznikach-Zdroju w 1826 roku 16-letni Fryderyk Chopin zagrał swój pierwszy koncert poza zaborem rosyjskim.

### Śląsk

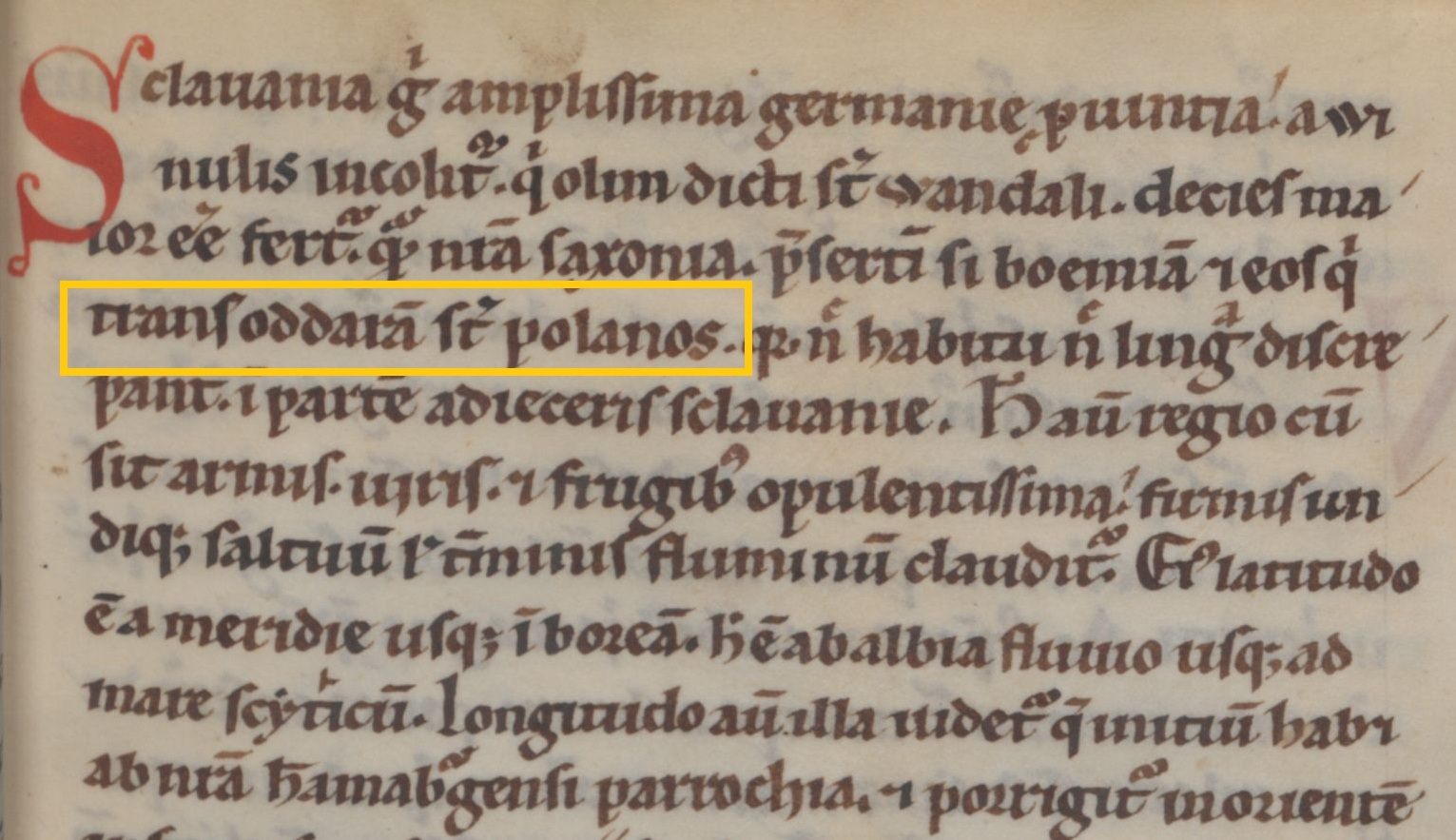
Fragment XI-wiecznych Gesta Hammaburgensis ecclesiae pontificum Adama z Bremy wymieniający Polan żyjących wzdłuż Odry „trans Oddaram sunt Polanos”.

W Polsce Piastów Wrocław był jednym z najważniejszych miast państwa. W Kronice polskiej Galla Anonima był wymieniany jako główna siedziba królestwa obok Krakowa i Sandomierza. Dolny Śląsk był jednym z przodujących regionów państwa. Tu Henryk I Brodaty dokonał pierwszej lokacji miejskiej w historii Polski, nadając prawa miejskie Złotoryi w 1211. Z Dolnego Śląska pochodzi Księga henrykowska, zawierająca najstarsze znane zapisane zdanie w języku polskim oraz tu, już po utracie regionu przez Polskę, wydrukowano pierwszy tekst w języku polskim (Statuta synodalia episcoporum Wratislaviensium). We Wrocławiu, Trzebnicy i Legnicy znajdują się miejsca spoczynku władców Polski.

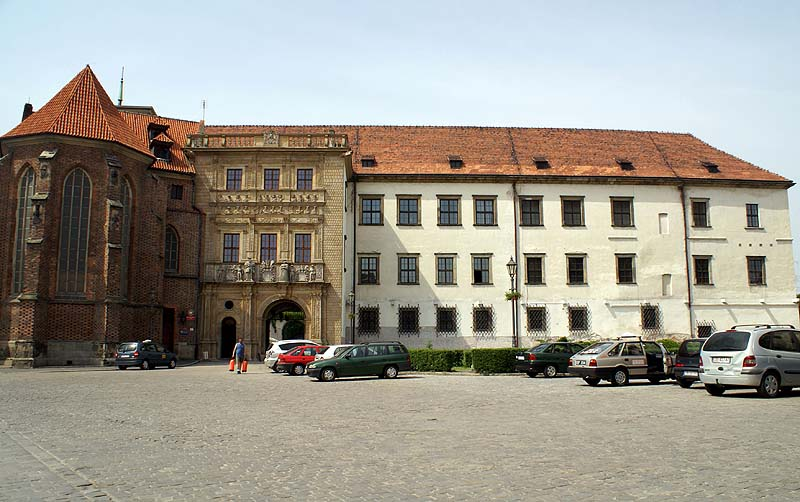
Zamek Piastów Śląskich w Brzegu, na którym zmarł ostatni książę z dynastii Piastów

W latach 1327–1335 niemal wszyscy piastowscy książęta dolno- i górnośląscy złożyli hołd Koronie Czeskiej, a w 1335 na zjeździe w Wyszehradzie król Polski Kazimierz III Wielki uznał zwierzchność króla Czech, Jana Luksemburskiego, nad Śląskiem. Jedynie kilka księstw śląskich pozostało po 1335 w rękach niezależnych Piastów śląskich, a Kluczbork i Namysłów jeszcze na krótko (do 1356) wróciły pod panowanie Kazimierza Wielkiego. W latach ok. 1469–1490 Śląsk przejściowo znajdował się pod panowaniem węgierskim. Po tym okresie księstwo głogowskie obejmowali przed objęciem polskiego tronu Jan I Olbracht i Zygmunt I Stary z dynastii Jagiellonów. W 1526, po śmierci króla Ludwika II Jagiellończyka w bitwie pod Mohaczem, Śląsk wraz z Czechami trafił pod władzę austriackich Habsburgów. Było to konsekwencją ustaleń układu wiedeńskiego z 1515, przewidującego ich sukcesję po Jagiellonach w Czechach i na Węgrzech. W latach 1645–1666 księstwo opolsko-raciborskie na Górnym Śląsku było zastawione polskim Wazom. W 1655 Górny Śląsk znalazł się w centrum wydarzeń politycznych Polski, gdyż w czasie potopu szwedzkiego w Głogówku i Opolu rezydował król Polski Jan II Kazimierz Waza, wydając tu m.in. uniwersał opolski. Najdłużej Piastowie panowali na Dolnym Śląsku – do 1675 roku. W latach 1691–1737 księciem oławskim na Dolnym Śląsku był królewicz Jakub Ludwik Sobieski. W wojnie prowadzonej w latach 1740–1742, większą część Śląska zdobyli Prusacy, przez następne 200 lat Śląsk pozostawał pod ich rządami. Katolicka diecezja wrocławska, jedna z najstarszych w Polsce, podlegała pod polską metropolię gnieźnieńską od utworzenia w 1000 roku aż do 1821 roku. Mimo upływu wieków polska ludność licznie zamieszkiwała Dolny Śląsk co najmniej do XVIII wieku, a Górny Śląsk aż do 1945 roku. W wyniku plebiscytu i trzech powstań śląskich w 1922 tylko część Górnego Śląska odzyskała Rzeczpospolita. Część ta wraz ze Śląskiem Cieszyńskim utworzyła województwo śląskie.

### Pomorze Gdańskie

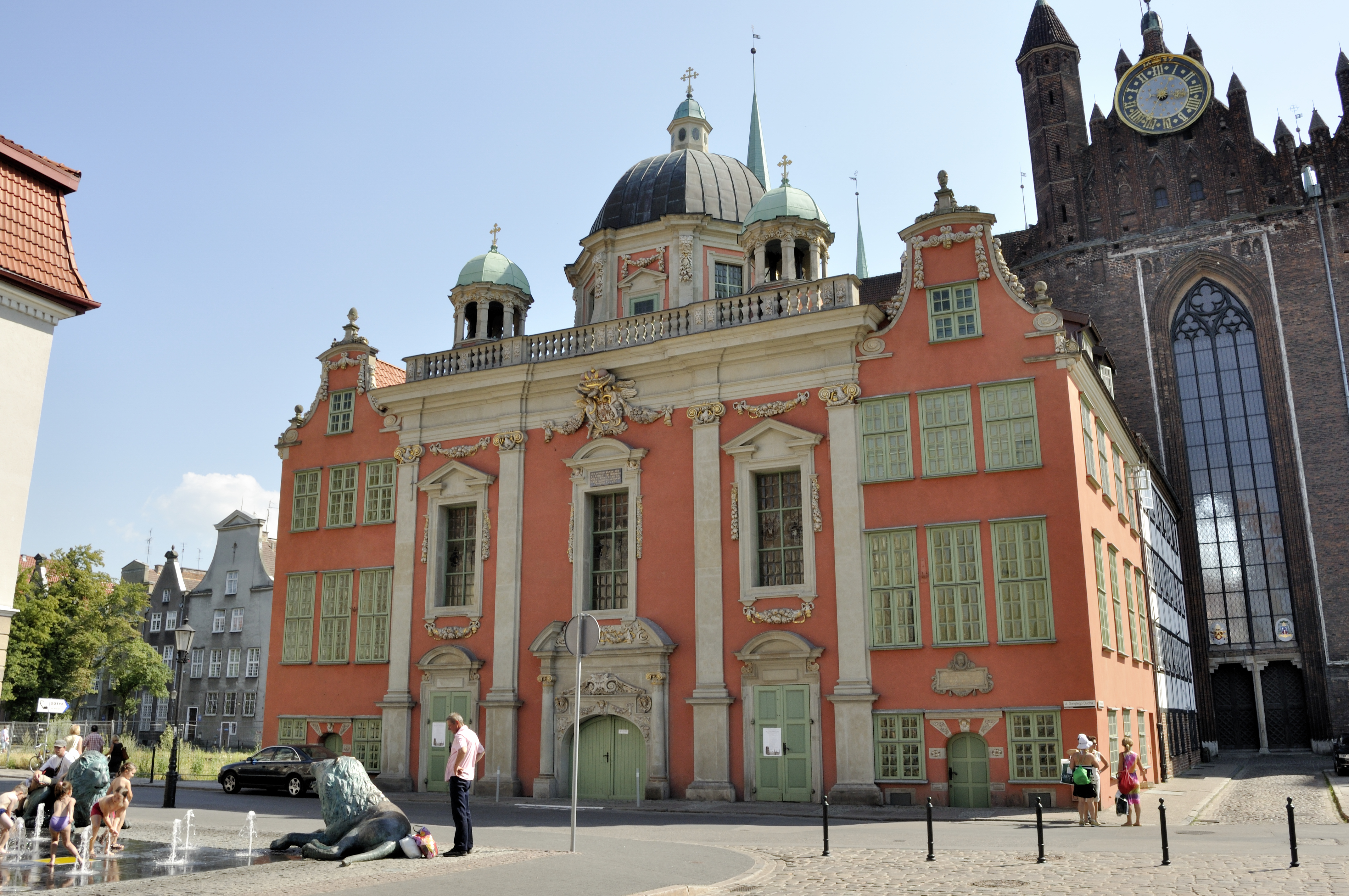
Kaplica Królewska w Gdańsku

Pomorze Gdańskie, zajęte w początkach XIV w. przez niemiecki zakon krzyżacki, Polska odzyskała częściowo w 1454, a w całości po zakończeniu wojny trzynastoletniej na podstawie pokoju toruńskiego w 1466. Jako główny port Gdańsk był największym i najbogatszym miastem Polski w XVI i XVII wieku. Ziemię bytowsko-lęborską pozostającą w rękach książąt zachodniopomorskich, od 1526 będącą polskim lennem, w 1637 inkorporowano do Korony Królestwa Polskiego, a traktatem welawsko-bydgoskim (1657) ponownie przekształcono w lenno, tym razem powierzone Brandenburgii-Prusom. Polska zrzekła się zwierzchności lennej na rzecz króla Prus na mocy traktatu warszawskiego z 1773 roku, po tym jak rok wcześniej, w I rozbiorze Polski straciła prawie całe Pomorze Gdańskie, włącznie z położonymi na zachodzie Człuchowem, Białym Borem, Czarnem i Debrznem. Gdańsk został zajęty przez Królestwo Prus w II rozbiorze w 1793. Po pierwszej wojnie światowej traktat wersalski przyznał Polsce Pomorze, ale bez Lęborka, Bytowa, Człuchowa, Białego Boru, Czarnego i Debrzna. Sam Gdańsk stał się Wolnym Miastem; dlatego też – jako że bezpośrednio przed wybuchem II wojny światowej nie należał do Niemiec – oficjalnie nie traktowano go jako części Ziem Odzyskanych.

### Wielkopolska

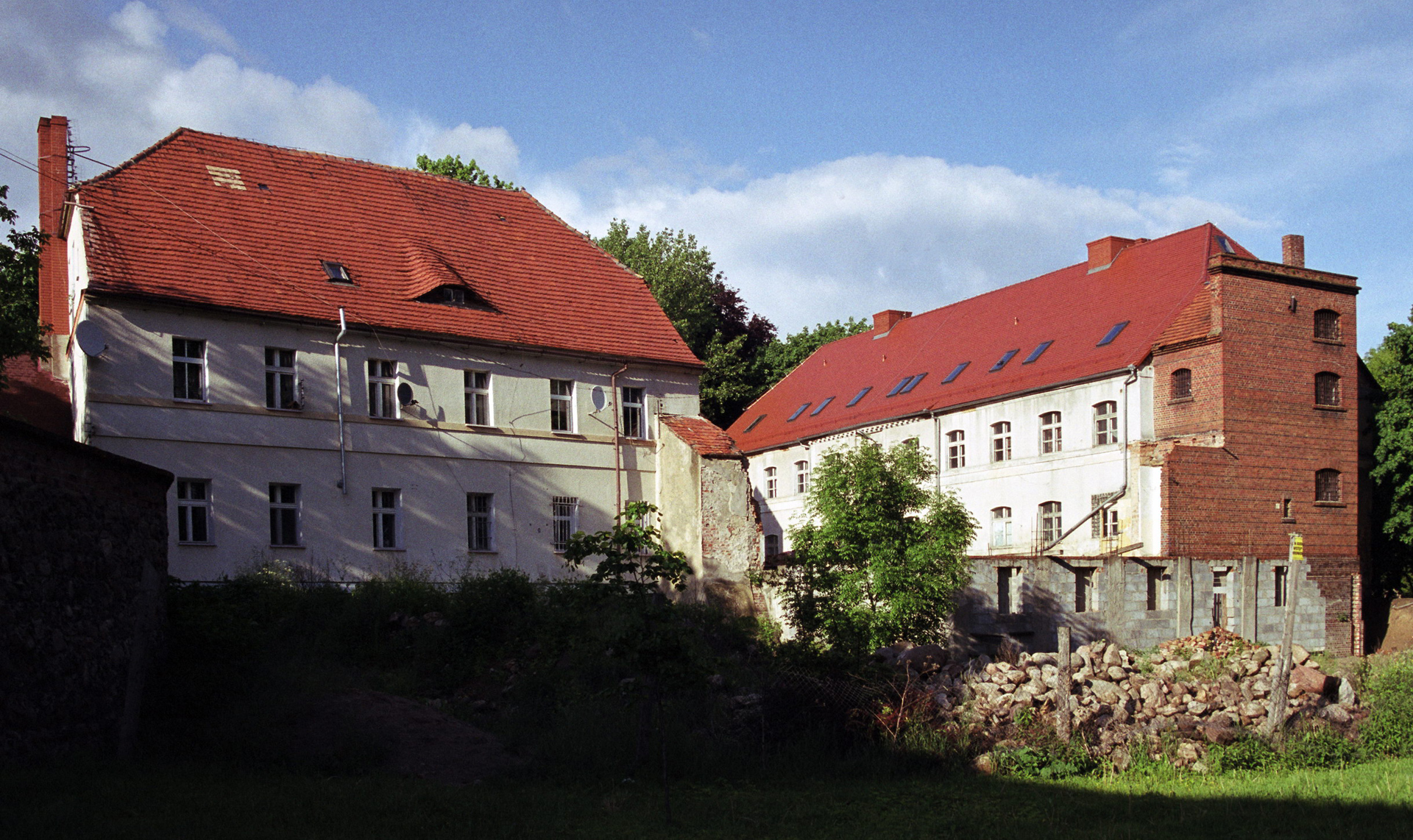
Zamek Królewski we Wschowie

Starostwo drahimskie z Czaplinkiem zostało oddane w zastaw Marchii Brandenburskiej za 120 tys. talarów reńskich przez króla Jana Kazimierza w roku 1657, a utracone ostatecznie w 1668 roku wobec niespłacenia należnych sum elektorowi brandenburskiemu Fryderykowi Wilhelmowi I. W roku 1726 sejm grodzieński uchwalił, by starostwo wykupiły województwa poznańskie i kaliskie, jednak zebrane sumy zostały roztrwonione przez ministrów króla Augusta II. Pozostała część północnej Wielkopolski, z miastami Piła, Wałcz, Człopa, Złotów, Trzcianka, Mirosławiec i Tuczno została stracona w wyniku I rozbioru Polski (1772), a w II rozbiorze (1793) utracono pozostałą część Wielkopolski, w tym położone na jej zachodnim krańcu Międzyrzecz, Babimost, Wschowę, Skwierzynę, Kargową i Trzciel. W 1807 wszystkie te tereny weszły w skład utworzonego przez Napoleona Księstwa Warszawskiego, w składzie którego przetrwały do 1815. Miasta te nie powróciły do Polski po 1918, gdyż traktat wersalski nie odtworzył w pełni przedrozbiorowej granicy polsko-pruskiej. Wyjątek stanowi Trzciel, który został podzielony nową granicą polsko-niemiecką.

### Warmia, Malborskie i Prusy Książęce

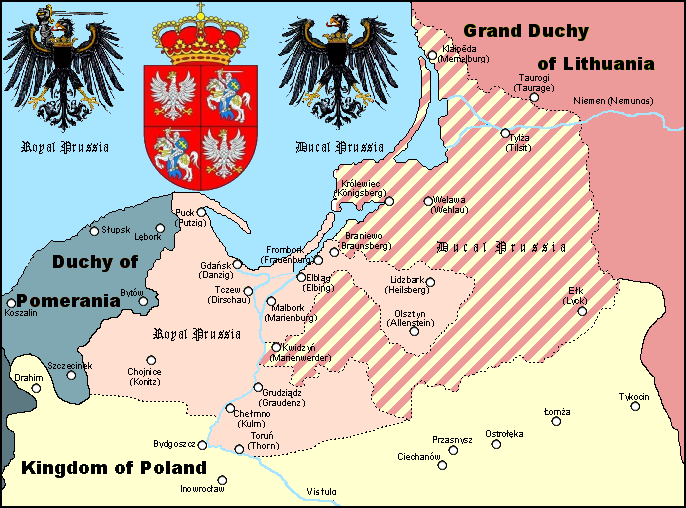
Prusy Książęce (do 1525 Prusy Zakonne) jako lenno Korony Królestwa Polskiego 1466–1657

Prusy Książęce stanowiły lenno Korony Królestwa Polskiego w latach 1466–1657, ich południowa część (która stanowi część Ziem Odzyskanych), w tym Mazury, była silnie związana z Polską etnicznie, gdyż ludność polskojęzyczna licznie zamieszkiwała ten obszar aż do 1945. Położony na Mazurach Ełk był w połowie XVI wieku jednym z najprężniejszych polskich ośrodków drukarskich, a w 1546 powstała tu zasłużona dla polskiej oświaty szkoła średnia, zwana później Akademią Mazurską. W latach 1633–1639 dzięki zgodzie króla Polski Władysława IV Wazy mazurską Ostródą wraz ze starostwem zarządzał jeden z ostatnich książąt piastowskich Jan Chrystian brzeski. Na Mazurach miały miejsce zwycięskie dla Polski bitwy – pod Grunwaldem (1410) i pod Prostkami (1656).
Warmia i województwo malborskie Prus Królewskich z głównym miastem Elblągiem należały do Polski do 1772 roku, kiedy zostały zajęte w I rozbiorze Polski. Elbląg był po Gdańsku i Królewcu trzecim miastem portowym Rzeczypospolitej, a po utracie Królewca w 1657 – drugim. Cieszył się przywilejami, które stawiały go obok takich miast jak Poznań, Toruń, Lublin, Lwów czy Kamieniec Podolski. W Elblągu zbudowano i zwodowano pierwszy okręt polskiej floty wojennej. Na zamku królewskim w Malborku mieściła się m.in. Komisja Morska – pierwsza polska admiralicja. Mimo obecności żywiołu polskiego region nie powrócił do odrodzonej Polski po 1918.

### XIX wiek
Nie uwzględniając Bogatyni, wszystkie obszary, które później objęte zostały nazwą Ziem Odzyskanych, weszły w granice Prus najpóźniej do 1815 roku. Wszystkie obszary włącznie z Bogatynią w 1871 zostały częścią Cesarstwa Niemieckiego.

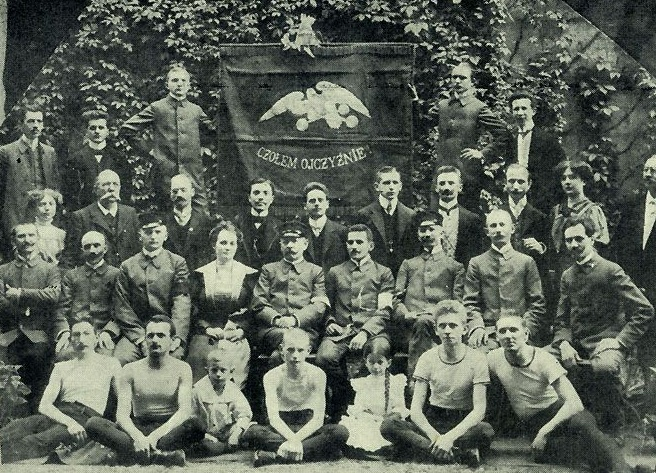
W 1894 zostało założone Towarzystwo Gimnastyczne „Sokół” we Wrocławiu

Od 1848 roku nastąpił rozwój na tych terenach polskich organizacji gospodarczych, politycznych i kulturalnych, co w znacznym stopniu przyczyniło się do zachowania polskości ludności ziem zachodnich i północnych.
Do końca XIX wieku wymienione ziemie dały Polsce wiele zasłużonych postaci. Stąd pochodzili lub tu działali m.in. Henryk Brodaty, Jadwiga Śląska, Jacek Odrowąż, Henryk II Pobożny, Przemysł I, Henryk IV Prawy, Kasper Elyan, Jan z Głogowa, Mikołaj Kopernik, Hieronim Wietor, Jan Dantyszek, Bernard Pretwicz, Hieronim Malecki, Celestyn Myślenta, Maria Cunitz, Jan Heweliusz, Joachim Pastorius, Daniel Schultz, Piotr Beber, Adam Kazimierz Czartoryski, Ignacy Krasicki, Stanisław Staszic, Krzysztof Celestyn Mrongowiusz, Jerzy Samuel Bandtkie, Antoni Blank, Wojciech Kętrzyński, Michał Kajka i Feliks Nowowiejski.

### Okres międzywojenny (1918–1939)
Po klęsce Niemiec w 1918 roku część ziem wróciła do Rzeczypospolitej. Polacy pozostający w granicach Republiki Weimarskiej złączyli się w ramach utworzonego w 1922 roku Związku Polaków w Niemczech i działali do 7 września 1939 roku. Ich działalność miała na celu umocnienie świadomości narodowej mniejszości polskiej, co odbywało się w atmosferze ucisku.

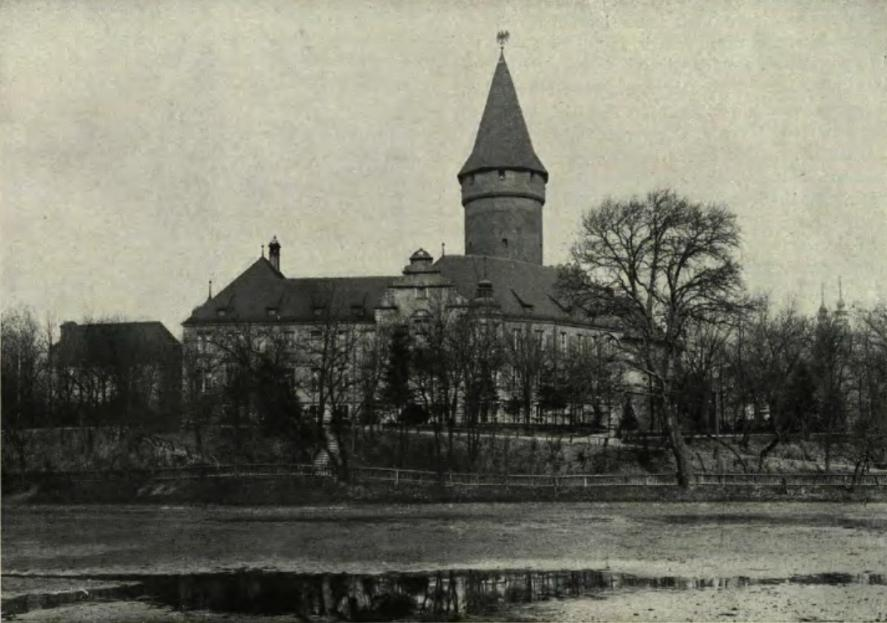
Zamek Piastowski w Opolu, rozebrany w latach 1928–1931

Największe skupisko ludności polskiej znajdowało się na Górnym Śląsku w byłej rejencji opolskiej, obejmującej górnośląski obszar przemysłowy i rolniczy – Śląsk Opolski. Poza terenami, które w wyniku powstań śląskich przypadły Polsce i weszły w skład województwa śląskiego, najwięcej Polaków żyło w powiatach: oleskim, strzeleckim, opolskim (poza miastem Opole), kozielskim, kluczborskim, prudnickim. W powiatach: głubczyckim, nyskim, grodkowskim, niemodlińskim oraz w Opolu Polacy stanowili niewielki odsetek. Po drugiej wojnie światowej ponad 750 tys. mieszkańców Górnego Śląska przyznano obywatelstwo polskie.

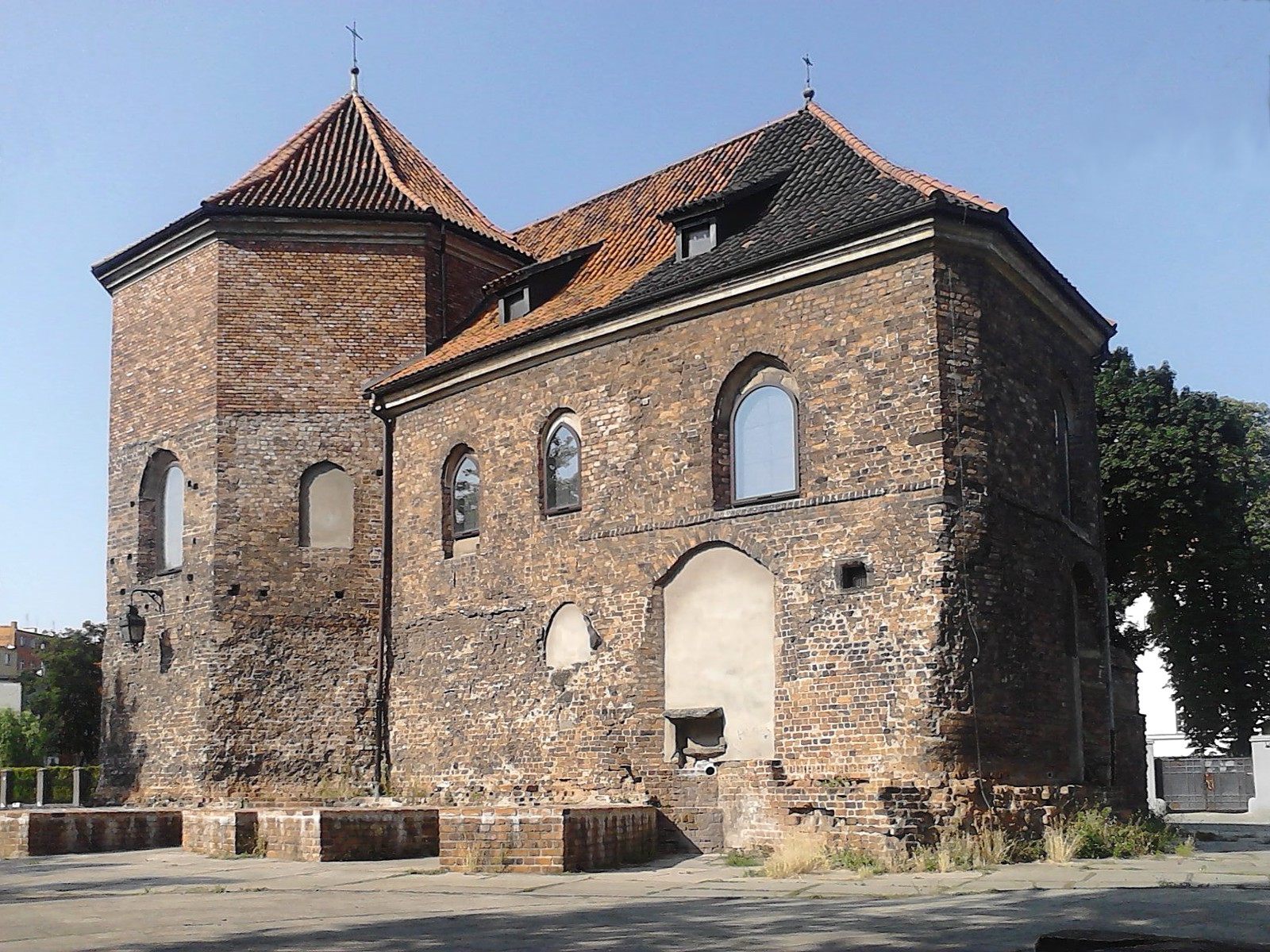
Kościół św. Marcina, jeden z najstarszych kościołów Wrocławia, sięgający czasów Polski piastowskiej, użytkowany przez Polaków wrocławskich w międzywojniu

Na Dolnym Śląsku zwarte skupisko Polaków znajdowało się w dwóch powiatach rejencji wrocławskiej: sycowskim i namysłowskim, w samym Wrocławiu mieszkało kilka tysięcy Polaków. Po drugiej wojnie światowej, do 1947 roku obywatelstwo polskie przyznano 17 tys. Dolnoślązaków.
Na ziemi lubuskiej i w zachodniej części historycznej Wielkopolski, które wchodziły w skład rejencji poznańskiej i frankfurckiej, więcej Polaków mieszkało w rejencji poznańskiej. Były to skupiska we wsiach Nowe Kramsko, Dąbrówka, Pszczew, w okolicach Babimostu; ponadto 20% mieszkańców powiatów skwierzyńskiego i międzyrzeckiego stanowili Polacy.
W rejencji pilskiej Polacy zamieszkiwali powiat złotowski, gdzie po drugiej wojnie światowej 8700 osobom przyznano obywatelstwo polskie. Na Pomorzu Zachodnim we wschodniej części rejencji koszalińskiej, mieszkała tam ludność kaszubska, były to powiaty: słupski, lęborski, bytowski. Po drugiej wojnie światowej polskie obywatelstwo przyznano 3800 Kaszubom.

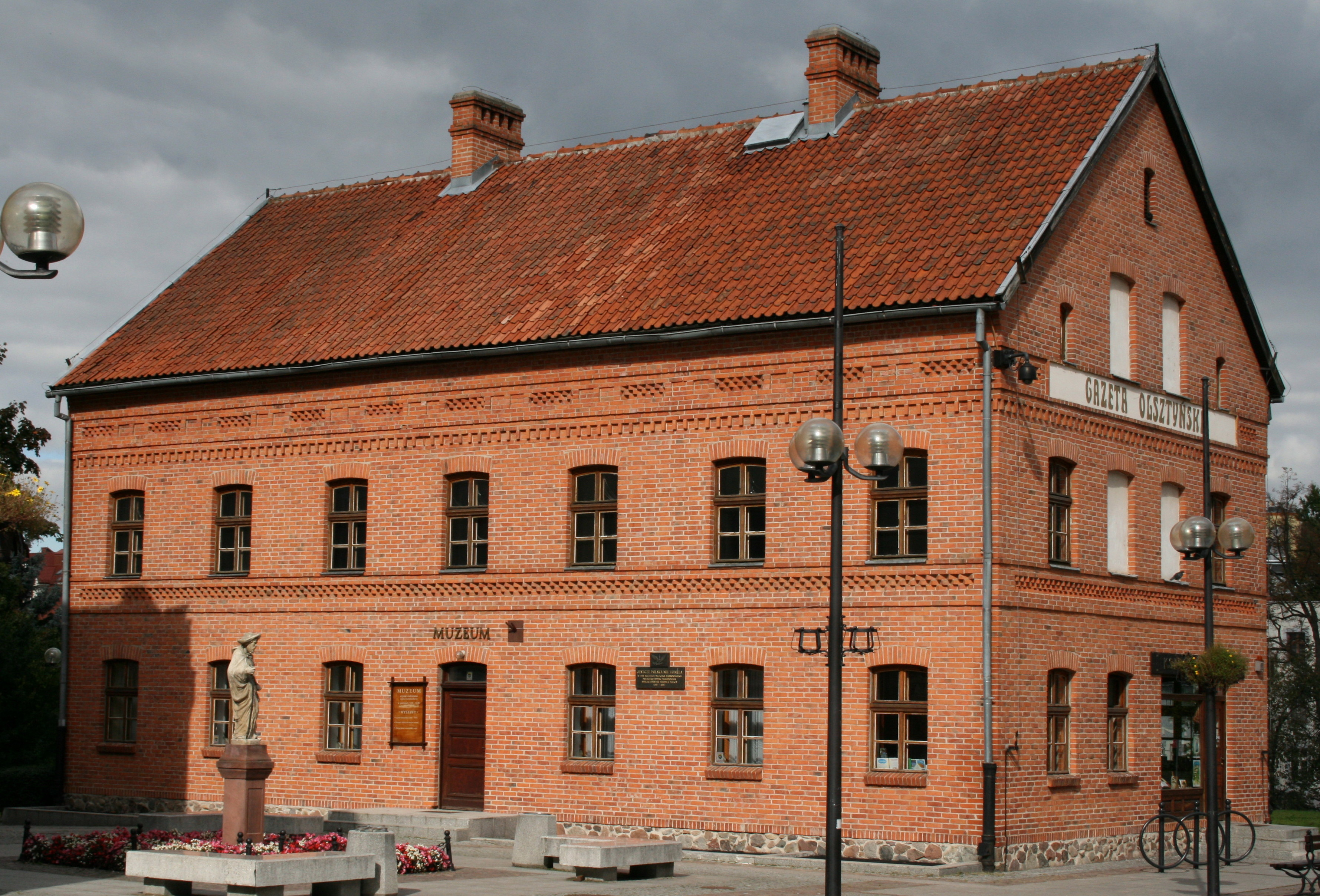
Dom „Gazety Olsztyńskiej”, w którym w międzywojniu drukowano polską „Gazetę Olsztyńską”

Na Powiślu najwięcej Polaków mieszkało w powiecie sztumskim, kwidzyńskim, malborskim i elbląskim. Na Warmii i Mazurach Polacy dominowali liczebnie w południowej części.
W XIX wieku działacze narodowi w Polsce pragnęli odzyskania zniemczonych terenów Polski od Rzeszy. Wyrażano również pragnienie wyzwolenia spod władzy niemieckiej słowiańskich Serbołużyczan.
Granica na Odrze i Nysie Łużyckiej była proponowana jako jeden z wariantów przyszłej granicy polskiego państwa przez ministra spraw zagranicznych Rosji Siergieja Sazonowa podczas I wojny światowej w jego planach, również czescy działacze narodowi pragnęli odzyskania Śląska dla Czech i Polski na długo przed II wojną światową. Po klęsce Niemiec w 1918 roku część ziem wróciła do Rzeczypospolitej. Ustalenie granicy II RP trwało kilka lat. Zainteresowanie tymi terenami było jednak w Polsce duże, dla przykładu Dekret Naczelnika Państwa o ordynacji wyborczej do Sejmu Ustawodawczego przewidywał przeprowadzenie wyborów na obszarze ograniczonym od zachodu linią obejmującą w przybliżeniu granice obecnych województw: pomorskiego, wielkopolskiego i opolskiego oraz fragmenty lubuskiego.

### II wojna światowa
Po wybuchu II wojny światowej (1939) rząd RP na uchodźstwie przedstawił pozostałym członkom koalicji antyhitlerowskiej roszczenia terytorialne Polski wobec III Rzeszy, które miały zostać realizowane po pokonaniu Niemiec. Przedstawiciele rządu na emigracji postulowali przyłączenie do Polski rejonu Opola, chcieli dokonać korekty granicy na Pomorzu, tak aby uzyskać bardziej obronną pozycję. Zamierzali przyłączyć również Gdańsk oraz rejony Bytowa i Lęborka. Przedstawiciele rządu RP proponowali przyłączenie do Polski całych Prus Wschodnich wraz z Królewcem, ze względu na ich strategiczną pozycję, zagrażającą bezpieczeństwu Polski. Podobną propozycję wysunął po I wojnie światowej Halford John Mackinder, który postulował też dokonanie transferu niemieckiej i polskiej ludności między Polską a Niemcami, co pozwoliłoby uzyskać jednolity skład etniczny.
Istniała również propozycja dalej idących zmian granicznych, tak by również inne dawne słowiańskie ziemie zostały odebrane państwu niemieckiemu. Działająca w końcowym okresie wojny w Wielkopolsce endecka organizacja konspiracyjna „Ojczyzna”  w obliczu nieuchronnej utraty Kresów Wschodnich na rzecz Związku Radzieckiego coraz mocniej akcentowała konieczność oparcia przyszłej zachodniej granicy Polski o rzeki Odrę i Nysę Łużycką. W tej kwestii postulowano przyłączenie do Czechosłowacji lub Polski także ziem zamieszkanych przez Serbołużyczan. Mimo licznych apeli przedstawicieli tej mniejszości o utworzenie samodzielnego państwa, bądź przyłączenia się do Polski lub Czech pozostała ona w granicach Niemiec wytyczonych przez Rosję, USA i Wielką Brytanię.
Na skutek działań wojennych w latach 1944–1945 większa część ludności niemieckiej opuściła te tereny. Wynikało to głównie ze strachu przed Armią Czerwoną. Na początku 1945 r. tereny te opuściło 3,6 mln. Niemców. Podczas tej ogromnej ucieczki życie straciło ponad 100 tys. Niemców, jednak jest to bardzo niepewny szacunek (zob. też Wysiedlenia Niemców po II wojnie światowej).
W roku 1945 na przekazanych Polsce ziemiach zamieszkiwały 3 mln Niemców. Polacy liczyli 1 milion osób. Jednak do 1950 roku w Polsce pozostało jedynie 200 tysięcy Niemców, a do 1957 roku ich liczba spadła do 65 tysięcy.

### Sytuacja po wojnie
19 stycznia 1945, 7 dni po przełamaniu obrony niemieckiej na linii Wisły przez Armię Czerwoną, władze niemieckie wydały zarządzenie o ewakuacji terenów położonych na wschód od Odry, wywołując masową ucieczkę niemieckiej ludności tych ziem na zachód. Jednocześnie Armia Czerwona zajmowała stopniowo wschodnie tereny III Rzeszy. Jedno z ostatnich ognisk oporu niemieckiego stanowił położony na Dolnym Śląsku Wrocław, przekształcony w Festung Breslau, okrążony od 15 lutego 1945, który skapitulował dopiero 6 maja 1945, 4 dni po Berlinie.
Uchwałą Rady Ministrów Rządu Tymczasowego Rzeczypospolitej Polskiej z 14 marca 1945 roku ziemie zachodnie i północne podzielono na 4 okręgi, władzę w których mieli sprawować specjalni pełnomocnicy, wyposażeni w szerokie kompetencje:
- Okręg I (Śląsk Opolski) – gen. Aleksander Zawadzki
- Okręg II (Dolny Śląsk) – Stanisław Piaskowski
- Okręg III (Pomorze Zachodnie) – Aleksander Kaczocha-Józewski, od 11 kwietnia 1945 roku ppłk Leonard Borkowicz
- Okręg IV (Warmia i Mazury) – kpt. Jerzy Sztachelski, od 30 marca 1945 płk Jakub Prawin

Pełnomocnicy od 11 kwietnia 1945 podlegali pełnomocnikowi generalnemu Edwardowi Ochabowi, ministrowi administracji publicznej.

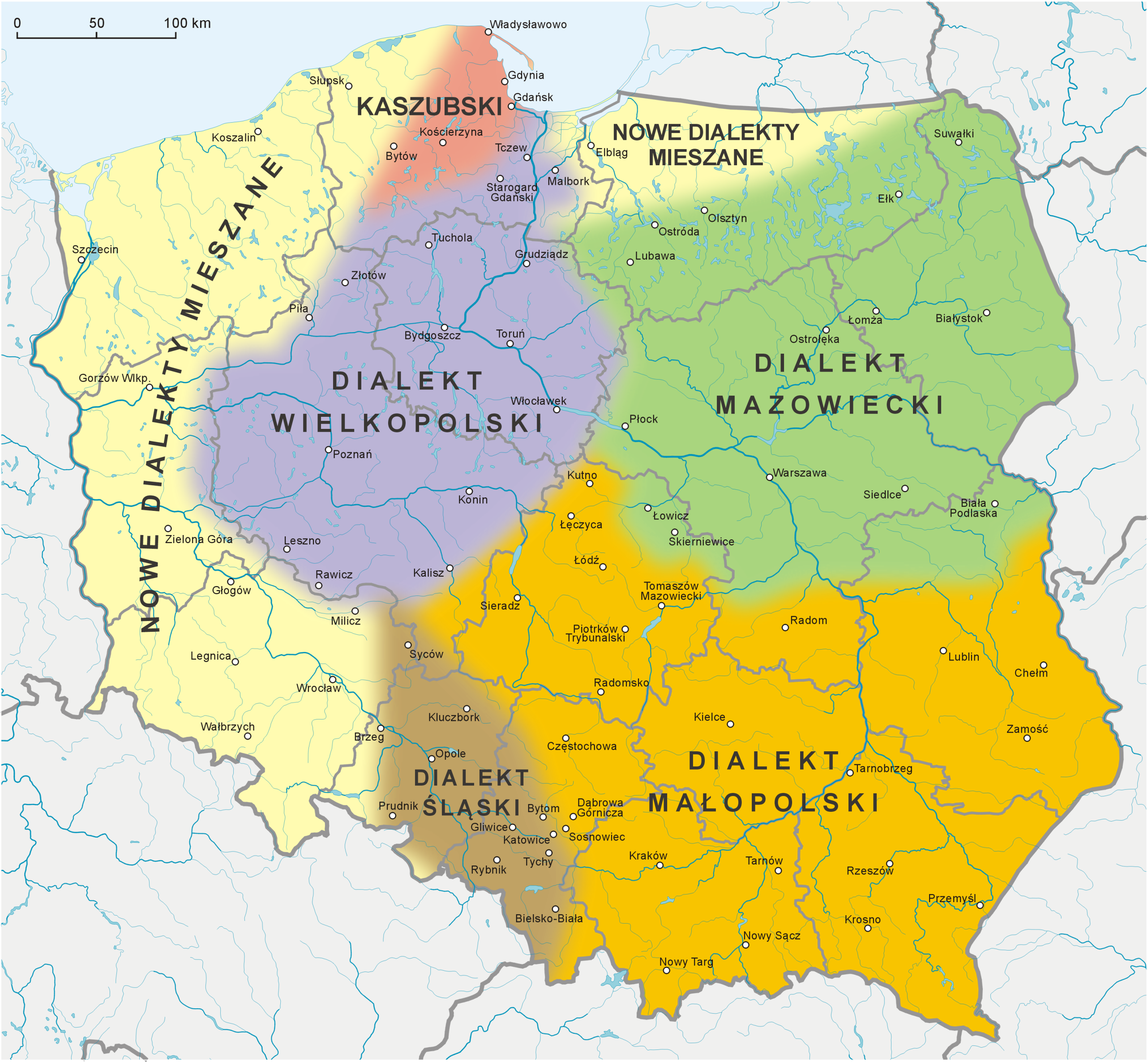
Nowe dialekty mieszane języka polskiego powstałe na ziemiach odzyskanych

Po zakończeniu wojny na konferencji poczdamskiej oddano tereny na wschód od Odry i Nysy Łużyckiej polskiej jurysdykcji. W okresie od listopada 1945 do stycznia 1949 przejęło to zadanie Ministerstwo Ziem Odzyskanych, któremu szefował Władysław Gomułka. Jego zadaniem była szeroko pojęta administracja Ziemiami Odzyskanymi oraz scalenie ich z resztą kraju. Powołanie odrębnego resortu wyodrębnionego na podstawie kryterium nie rzeczowego, a terytorialnego było również zabiegiem politycznym, mającym na celu wyłączenie dużej części terytorium kraju spod władania Ministerstwa Administracji Publicznej, na którego czele stał Władysław Kiernik z PSL-u. Ministerstwo Ziem Odzyskanych koordynowało ponadto działalność innych ministerstw na tych terenach, z wyjątkiem Ministerstwa Spraw Zagranicznych oraz Żeglugi i Handlu Zagranicznego. W latach 1945–1950 przy prezesie Rady Ministrów działała Komisja Ustalania Nazw Miejscowości, która ustaliła nazewnictwo na tych terenach.
Początkowo na Ziemiach Odzyskanych wprowadzono podział na okręgi: Śląsk Opolski, Dolny Śląsk, Pomorze Zachodnie, Prusy Wschodnie (Mazury) oraz obwody, odpowiadające dawnym powiatom niemieckim. Stąd wojewodowie i starostowie na tym terenie nazywani byli w pierwszym okresie okręgowymi i obwodowymi pełnomocnikami rządu. W tym czasie nie powstały jeszcze rady narodowe ze względu na małą liczbę ludności polskiej. Stopniowo zaczęto tworzyć województwa: w dniu zdobycia Gdańska przez siły polsko-radzieckie (30 marca 1945) niezwłocznie utworzono gdańskie, a rok później olsztyńskie, szczecińskie i wrocławskie. Podział taki przetrwał do 1950 roku, kiedy wydzielono województwa: koszalińskie, opolskie i zielonogórskie. Dokonano wówczas także szeregu drobniejszych zmian w podziale administracyjnym i zniesiono ostatecznie odrębność Ziem Odzyskanych w odniesieniu do reszty kraju.

#### Wysiedlenie ludności niemieckiej

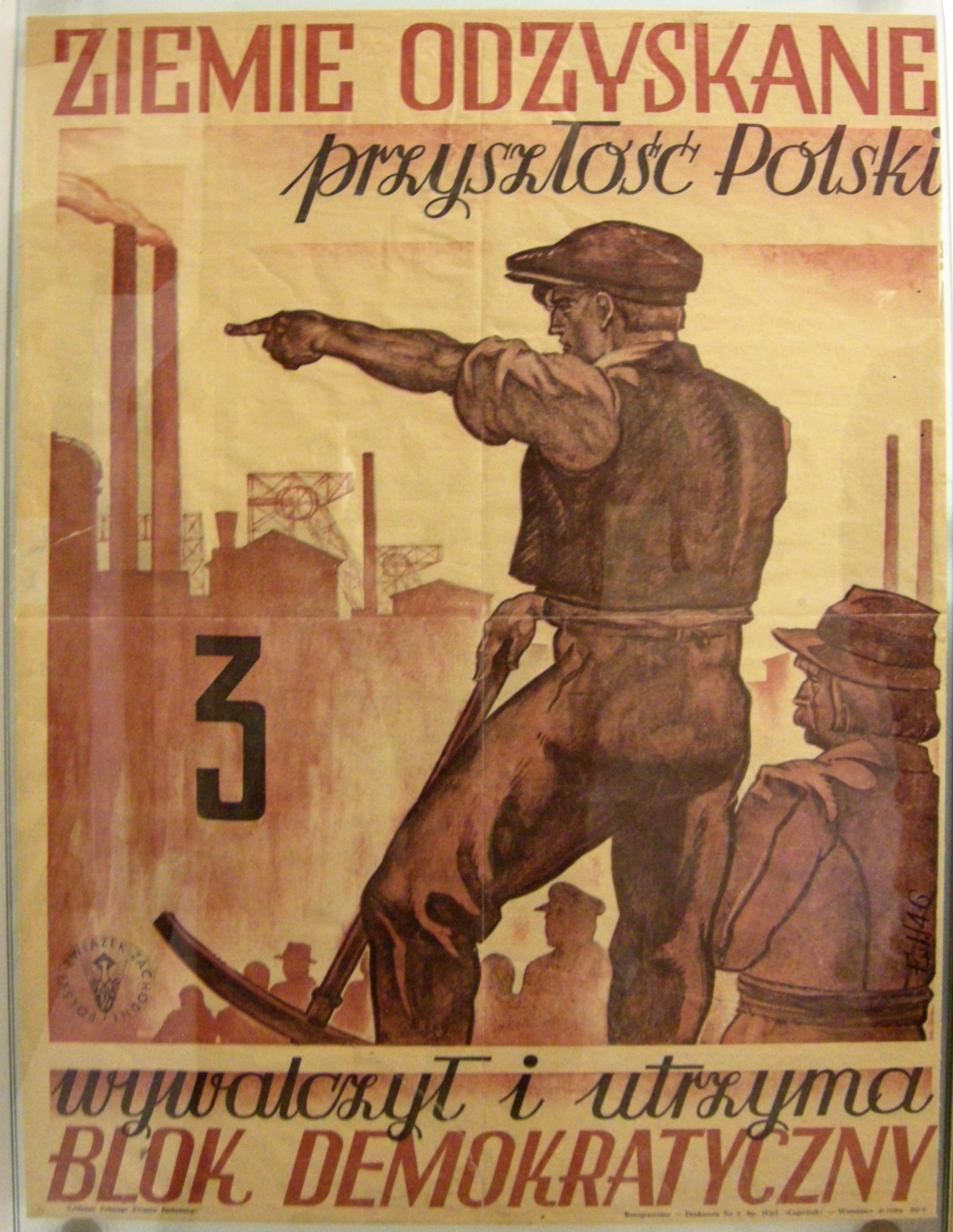
Powojenny polski plakat propagandowy

W skład przyłączonych do Polski ziem północnych i zachodnich wchodziły następujące, położone na wschód od Odry (z dodaniem położonych na zachód od Odry okolic Szczecina) i Nysy Łużyckiej prowincje  pruskie: południowa część Prus Wschodnich: ok. 23 354 km², wschodnia część Śląska ok. 34 529 km², wschodnia część Pomorza ok. 31 301 km², Nowa Marchia 11 329 km², a także wschodnia część kraju Saksonii ok. 142 km². Razem: ok. 101 000 km².
Teren ten w 1939 zamieszkiwało 7,1 miliona Niemców i 1,3 miliona Polaków. W ostatnich miesiącach II wojny światowej znaczna część populacji uciekła przed zbliżającą się armią sowiecką. Pozostali na miejscu oraz ci, którzy powrócili po przejściu frontu, zostali poddani weryfikacji narodowościowej przez administrację polską. Około 3,5 miliona osób uznanych za Niemców zostało w okresie od 1945 do końca 1950 roku wysiedlonych do Niemiec. Podstawę międzynarodowo-prawną wysiedleń stanowiło Porozumienie Poczdamskie, zawarte pod koniec konferencji w Poczdamie, które przyzwalało na wysiedlenie Niemców z utraconych terenów w sposób „humanitarny”. Ich miejsce zajmować zaczęli pierwsi polscy osadnicy, zwani pionierami.
Sprawę własności mienia poniemieckiego na tych ziemiach uregulowała Umowa między Tymczasowym Rządem Jedności Narodowej Rzeczypospolitej Polskiej a rządem ZSRR „w sprawie wynagrodzenia szkód, wyrządzonych przez okupację niemiecką”, podpisana w Moskwie dnia 16 sierpnia 1945 roku przez Edwarda Osóbkę-Morawskiego i Wiaczesława Mołotowa. Artykuł 1. tej umowy stwierdzał: „Zgodnie z oświadczeniem na Konferencji Berlińskiej, Rząd Radziecki zrzeka się na rzecz Polski wszelkich pretensyj do mienia niemieckiego i innych aktywów, jak również akcji niemieckich przedsiębiorstw przemysłowych i transportowych na całym terytorium Polski, łącznie z tą częścią terytorium Niemiec, która przechodzi do Polski”. Wobec zapisów tej umowy cała własność państwowa, komunalna i prywatna została wywłaszczona przez państwo polskie.

#### Uznanie nowych granic
Ziemie Odzyskane uznane zostały za polskie najpierw przez NRD, w układzie zgorzeleckim z 6 lipca 1950. RFN uznało zachodnią granicę PRL dopiero po układzie Brandt/Cyrankiewicz z 7 grudnia 1970. W czasie zimnej wojny CDU sprzeciwiała się zaniechaniu roszczeń do „Niemiec Wschodnich” i podkreślała, że prawdziwego uznania granicy dokonać mogą jedynie zjednoczone Niemcy.
Jeszcze w latach 60. XX w. na niektórych mapach wydawanych na zachodzie Europy tereny utracone przez Niemcy były oznaczane napisem zur Zeit unter polnischer Verwaltung (obecnie pod zarządem polskim), tereny Prus Wschodnich były dodatkowo oznaczane we właściwej części zur Zeit unter sowjetischer Verwaltung (obecnie pod zarządem sowieckim).
Po zjednoczeniu Niemiec doszło do porozumienia między Niemcami i władzami III Rzeczypospolitej. Polsko-niemiecki traktat graniczny podpisali 14 listopada 1990 ministrowie spraw zagranicznych Polski i Niemiec, Krzysztof Skubiszewski oraz Hans-Dietrich Genscher. Do ostatecznego porozumienia mogło dojść dzięki odzyskaniu niepodległości Niemiec od aliantów po konferencji dwa plus cztery.

## Największe miasta

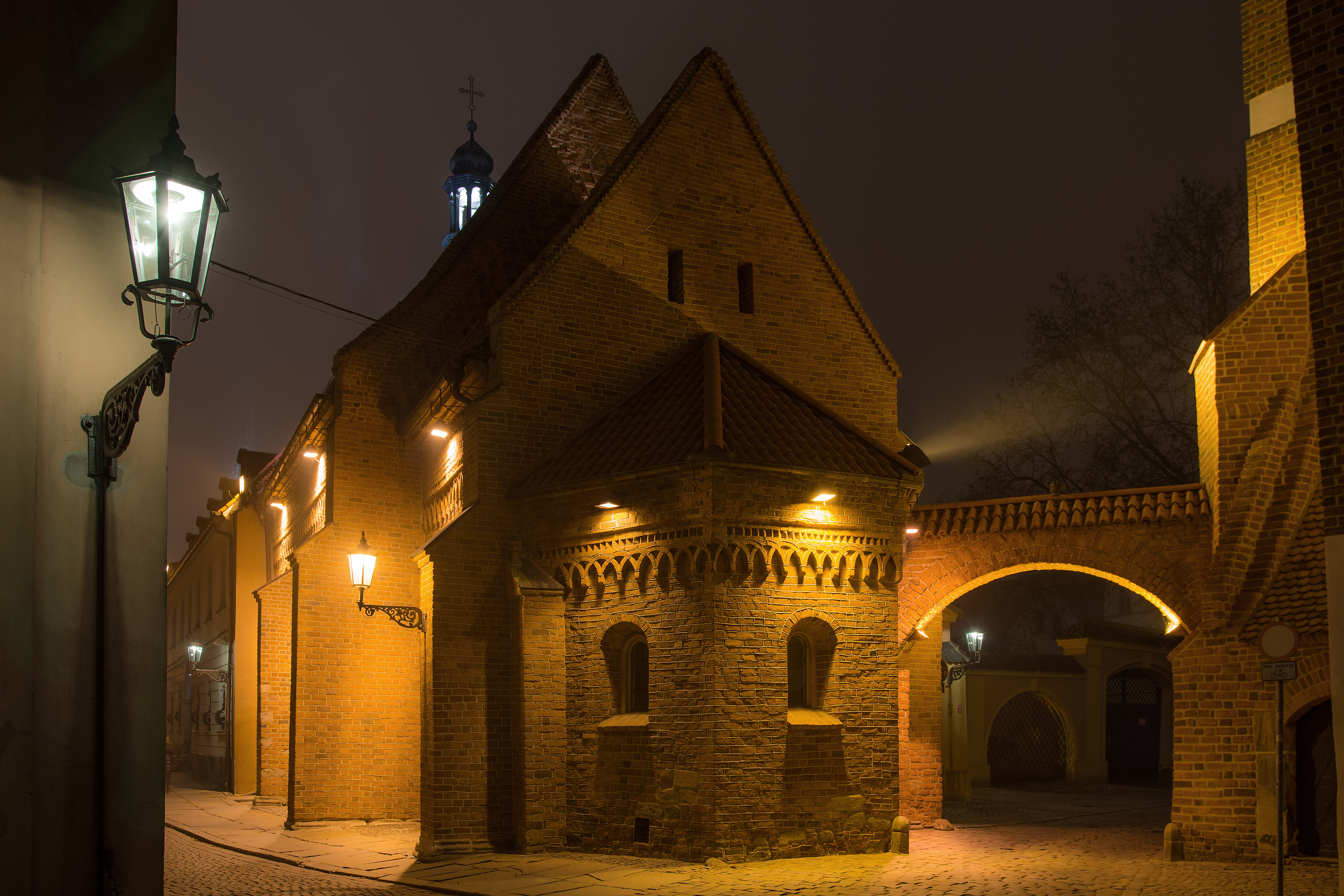
Kościół św. Idziego – najstarszy kościół Wrocławia, pochodzący z czasów panowania polskiego

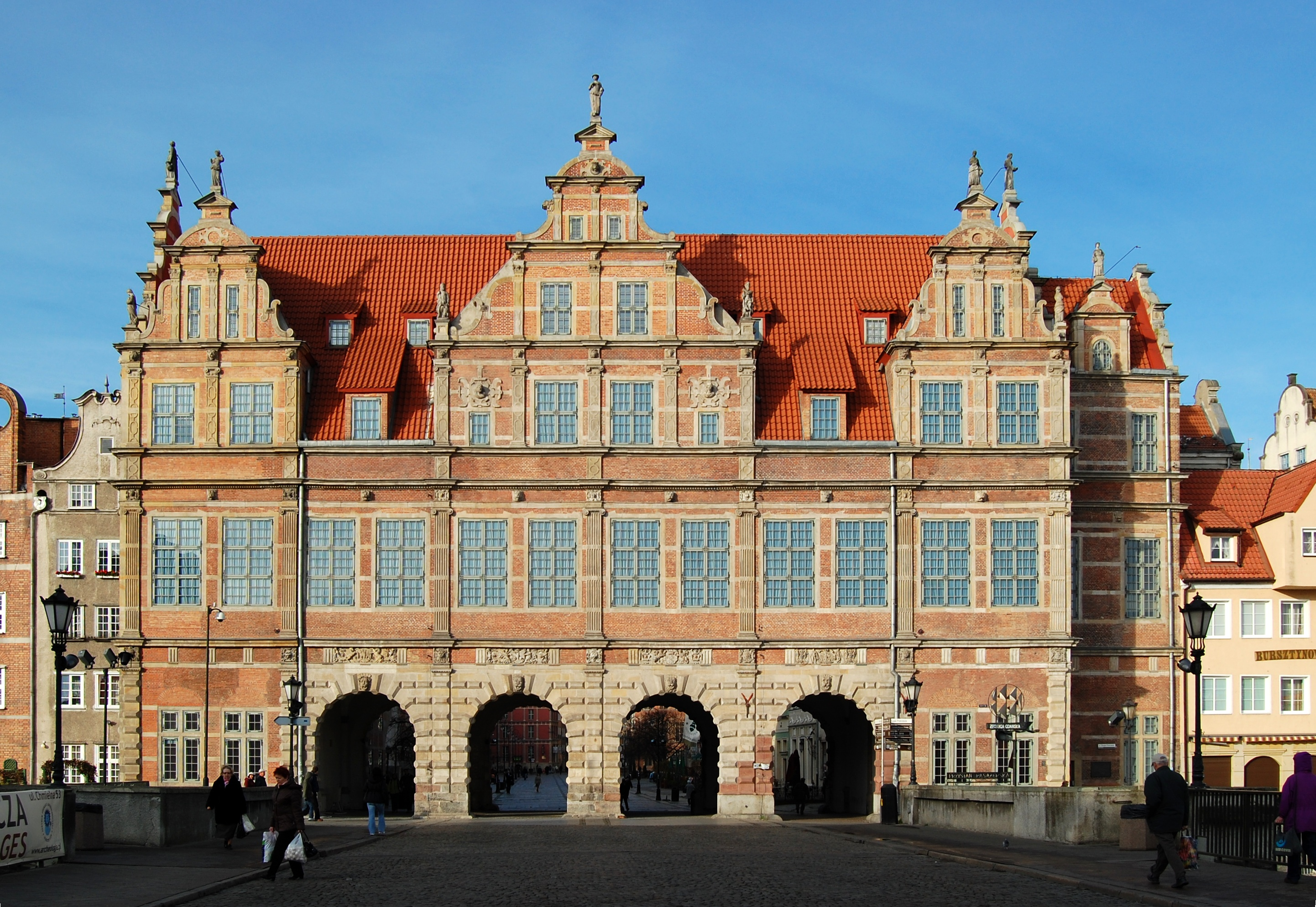
Brama Zielona w Gdańsku – rezydencja królów Polski

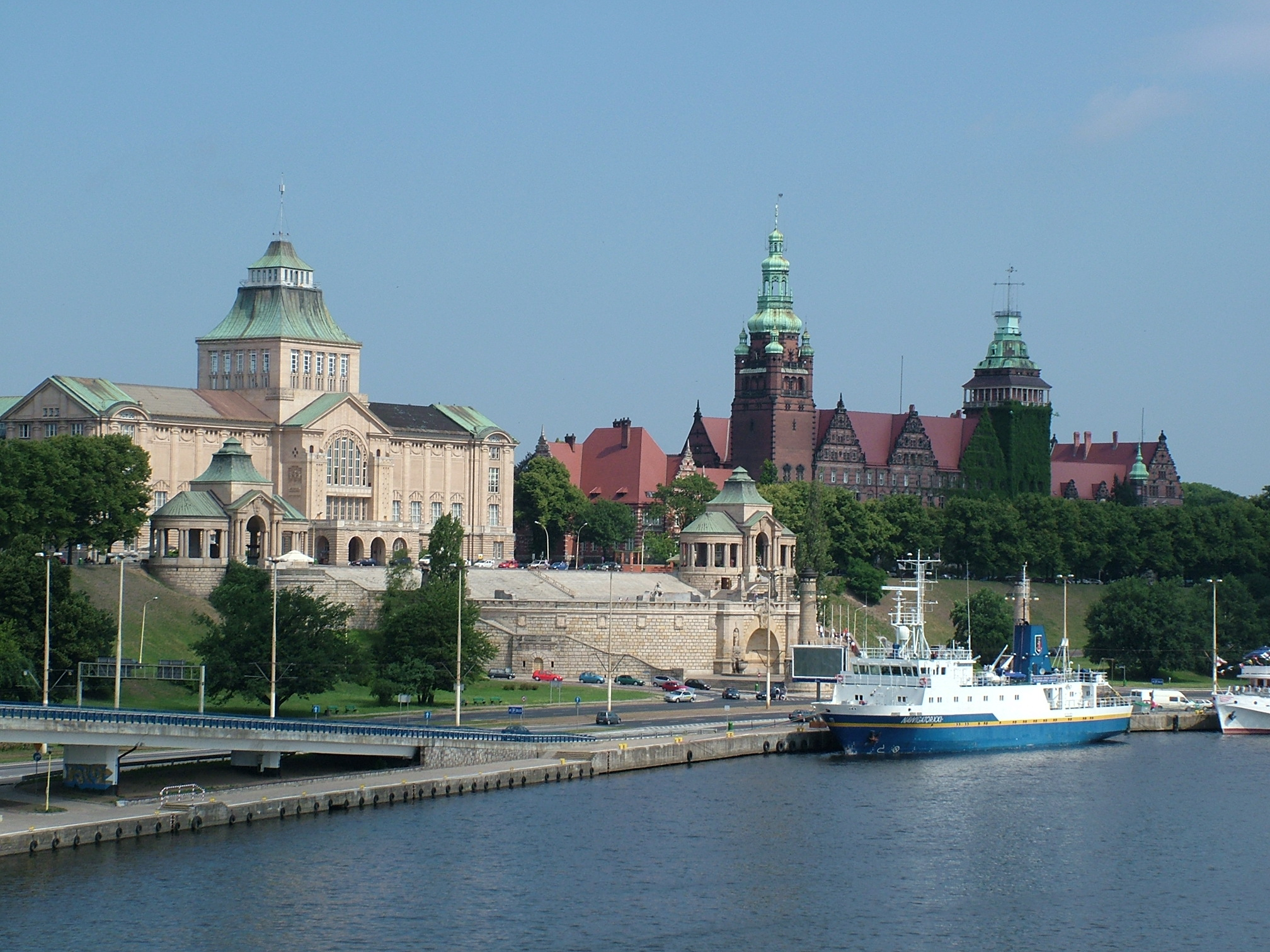
Wały Chrobrego w Szczecinie

|     | miasto              | populacja (2021) | populacja (1939) | województwo         | dawna przynależność do Polski                                                                                 |
| --- | ------------------- | ---------------- | ---------------- | ------------------- | --- |
| 1.  | Wrocław             | 664 071          | 620 976          | dolnośląskie        | Polska Piastów (985–1324/1325)                                                                                |
| 2.  | Gdańsk              | 470 621          | 250 000          | pomorskie           | Polska Piastów (997–1227, 1294–1308), Polska Jagiellonów (1410–1411, 1454–1569), I Rzeczpospolita (1569–1793) |
| 3.  | Szczecin            | 395 513          | 382 984          | zachodniopomorskie  | Polska Piastów (967–1007, 1121–1185)                                                                          |
| 4.  | Gliwice             | 175 102          | 114 048          | śląskie             | Polska Piastów (ok. 1276–1289)                                                                                |
| 5.  | Zabrze              | 168 946          | 126 079          | śląskie             | Polska Piastów                                                                                                |
| 6.  | Olsztyn             | 169 793          | 46 513           | warmińsko-mazurskie | Polska Jagiellonów (1466–1569), I Rzeczpospolita (1569–1772)                                                  |
| 7.  | Bytom               | 161 139          | 101 029          | śląskie             | Polska Piastów (1123–1289)                                                                                    |
| 8.  | Zielona Góra        | 140 403          | 25 804           | lubuskie            | Polska Piastów                                                                                                |
| 9.  | Opole               | 127 077          | 50 540           | opolskie            | Polska Piastów (990–1039,1050–1289/1291), I Rzeczpospolita (1645–1666)                                        |
| 10. | Gorzów Wielkopolski | 120 087          | 46 559           | lubuskie            | Polska Piastów                                                                                                |
| 11. | Elbląg              | 117 390          | 83 190           | warmińsko-mazurskie | Polska Jagiellonów (1466–1569), I Rzeczpospolita (1569–1772)                                                  |
| 12. | Wałbrzych           | 108 222          | 64 128           | dolnośląskie        | Polska Piastów                                                                                                |
| 13. | Koszalin            | 104 994          | 31 937           | zachodniopomorskie  | Polska Piastów                                                                                                |
| 14. | Legnica             | 97 300           | 78 456           | dolnośląskie        | Polska Piastów (985–1039, 1050–1329)                                                                          |
| 15. | Słupsk              | 88 835           | 48 060           | pomorskie           | Polska Piastów (ok. 990–1138), Polska Jagiellonów (1466–1474)                                                 |
| 16. | Jelenia Góra        | 77 366           | 32 764           | dolnośląskie        | Polska Piastów                                                                                                |
| 17. | Piła                | 71 846           | 43 836           | wielkopolskie       | Polska Jagiellonów (1363–1386), I Rzeczpospolita (1386–1772), Księstwo Warszawskie (1807–1815)                |
| 18. | Lubin               | 70 815           | 9920             | dolnośląskie        | Polska Piastów (990–1039, 1050–1329)                                                                          |
| 19. | Stargard            | 67 293           | 37 762           | zachodniopomorskie  | Polska Piastów (ok. 990–1007, 1122–1138)                                                                      |
| 20. | Głogów              | 65 400           | 30 172           | dolnośląskie        | Polska Piastów (989–1039, 1050–1331)                                                                          |

## Współcześnie

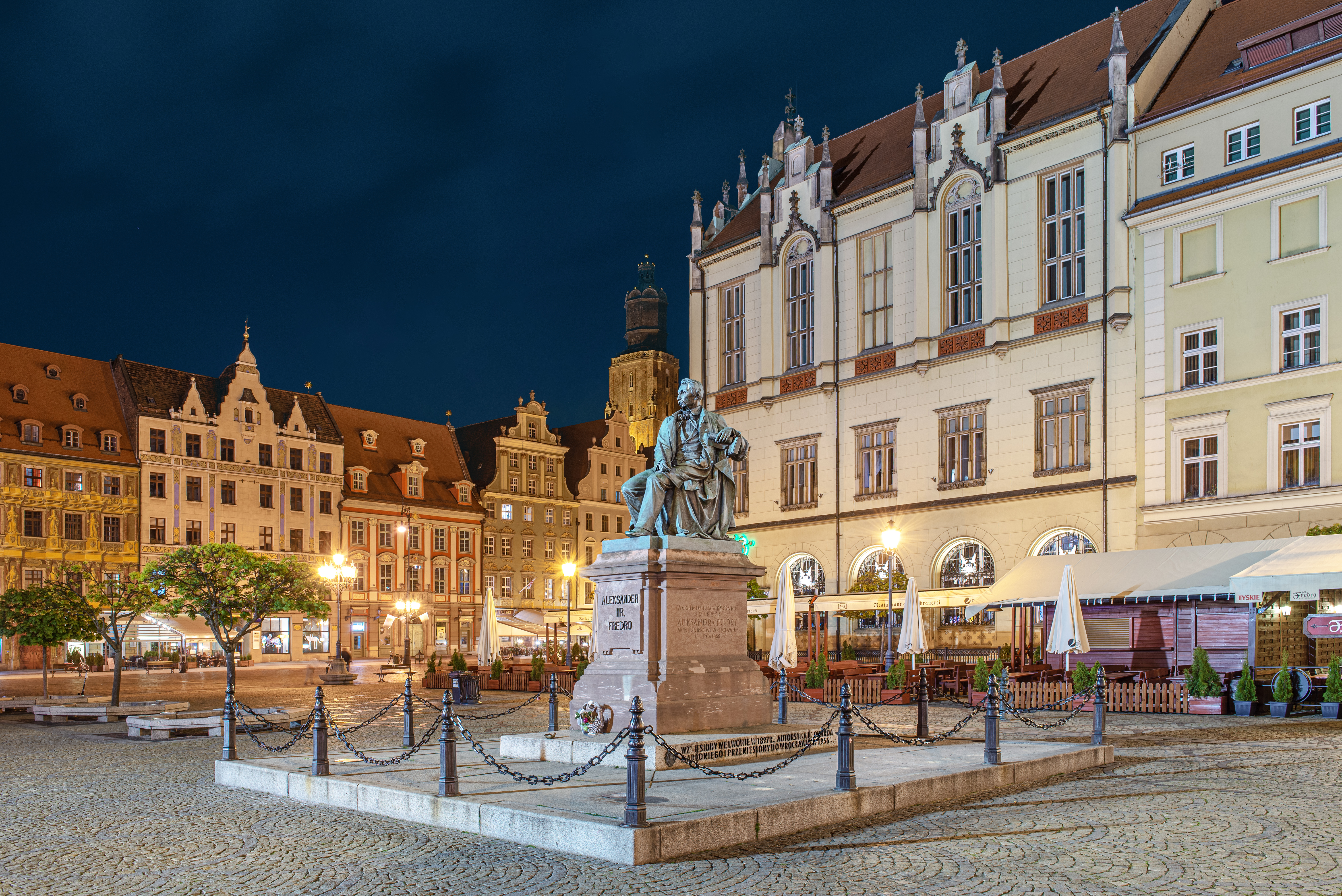
Pomnik Aleksandra Fredry we Wrocławiu, przeniesiony ze Lwowa

Obecnie na terenie Ziem Odzyskanych znajdują się następujące polskie województwa lub ich części: warmińsko-mazurskie (większość), pomorskie (bez części środkowej), wielkopolskie (część północno-zachodnia), zachodniopomorskie, lubuskie (z wyjątkiem drobnych skrawków), dolnośląskie, opolskie (bez części północno-wschodniej), śląskie (część zachodnia). Teren Ziem Odzyskanych zamieszkuje obecnie ok. 10 milionów osób; dużą ich część stanowią wysiedleni z polskich Kresów Wschodnich Polacy i ich potomkowie.
Podczas referendum w 2003 poparcie dla przystąpienia Polski do Unii Europejskiej było na tych obszarach wyższe niż w innych regionach kraju.

### Kwestionowanie granic i roszczenia niemieckie

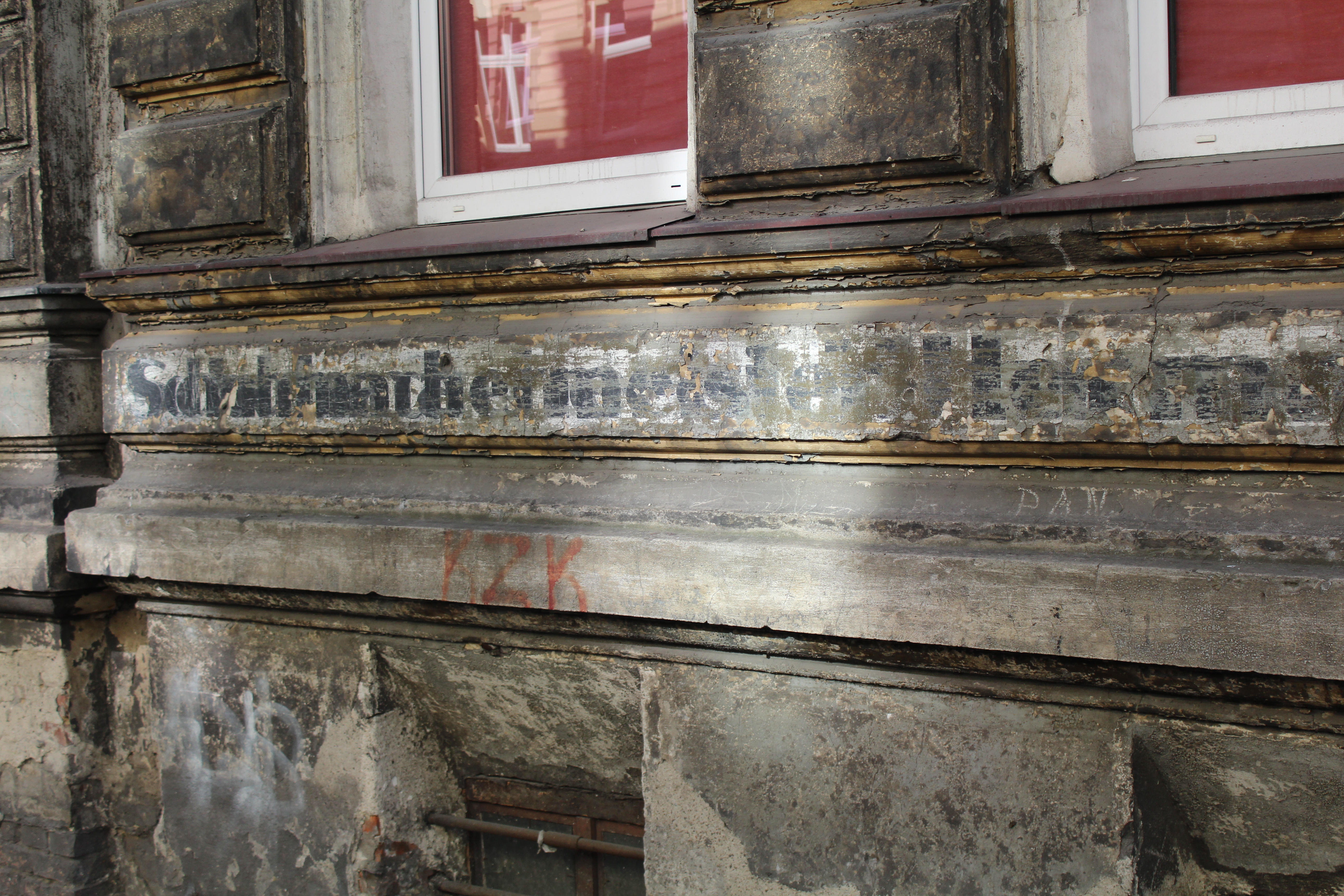
Do dziś na Ziemiach Zachodnich i Północnych można spotkać stare niemieckie napisy na ścianach budynków

Od lat 90. państwo niemieckie nie może wysuwać roszczeń terytorialnych względem wschodniego sąsiada. Mimo tego istnieją organizacje niemieckie kwestionujące przynależność Ziem Odzyskanych do Polski.
Niektóre niemieckie organizacje ziomkowskie wciąż wysuwają roszczenia terytorialne wobec Polski oraz innych państw będących terytorialnie w granicach państwa niemieckiego z roku 1937 i kwestionują legalność powojennych granic z tymi państwami.
Niemiecka partia nacjonalistyczna NPD, która uzyskała reprezentację w wyborach lokalnych w Meklemburgii, Saksonii i radach miejskich Berlina (obecnie brak posłów do Bundestagu i parlamentów krajowych), kwestionuje obecną granicę z Polską i żąda rewizji linii granicznej na Odrze i Nysie Łużyckiej. Partia ta żąda użycia Bundeswehry dla „dobra Ojczyzny”, by dokonać rewizji granic. Na pierwszej konferencji prasowej w Berlinie, po zwycięstwie w wyborach lokalnych do Meklemburgii, przewodniczący partii NPD Udo Voigt zadeklarował, iż NPD domaga się Niemiec w „historycznych granicach” i zakwestionował obecne porozumienia graniczne. W wywiadzie dla „Rzeczpospolitej” także polityk CDU zakwestionował Układ Poczdamski, jednocześnie oświadczając, iż w II wojnie światowej istnieli dwaj sprawcy „bezprawia”: Adolf Hitler i Polska.
Przedmiotem oficjalnych roszczeń władz niemieckich pozostaje natomiast tzw. depozyt berliński – zbiór cennych archiwaliów, w czasie wojny ukryty przez Niemców na Dolnym Śląsku i odnaleziony przez Polaków po jej zakończeniu. Zdaniem strony niemieckiej stanowią one łup wojenny, bezprawnie przetrzymywany przez Polskę. Strona polska utrzymuje, że weszła w posiadanie zbiorów zgodnie z prawem międzynarodowym i konsekwentnie odmawia ich zwrotu; jedynie pojedyncze egzemplarze zostały kurtuazyjnie przekazane poprzednim właścicielom.

### Sieć Ziem Zachodnich i Północnych
W 2017 roku powstała Sieć Ziem Zachodnich i Północnych – inicjatywa oparta na współpracy pięciu ośrodków: Instytutu Zachodniego, Instytutu Śląskiego w Opolu, Centrum Dialogu „Przełomy”, Ośrodka „Pamięć i Przyszłość” oraz Ośrodka Badań Naukowych im. Wojciecha Kętrzyńskiego w Olsztynie. Celem projektu jest organizowanie wspólnych wystaw i przedsięwzięć badawczych, a także program stypendialny. Sieć wydaje własne czasopismo naukowe: „Rocznik Ziem Zachodnich”, dostępne bezpłatnie w Internecie.

## Galeria

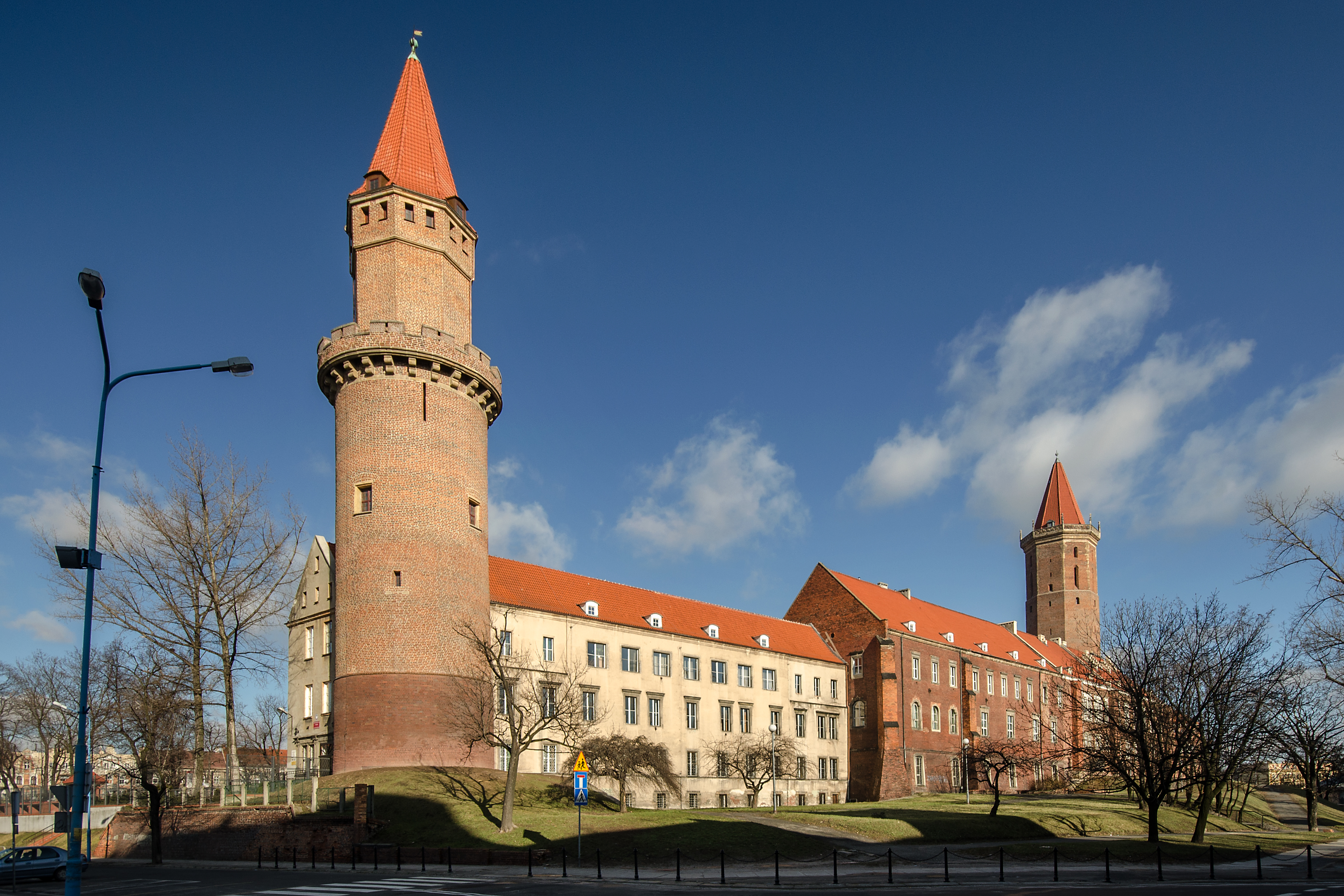
Zamek Piastowski w Legnicy
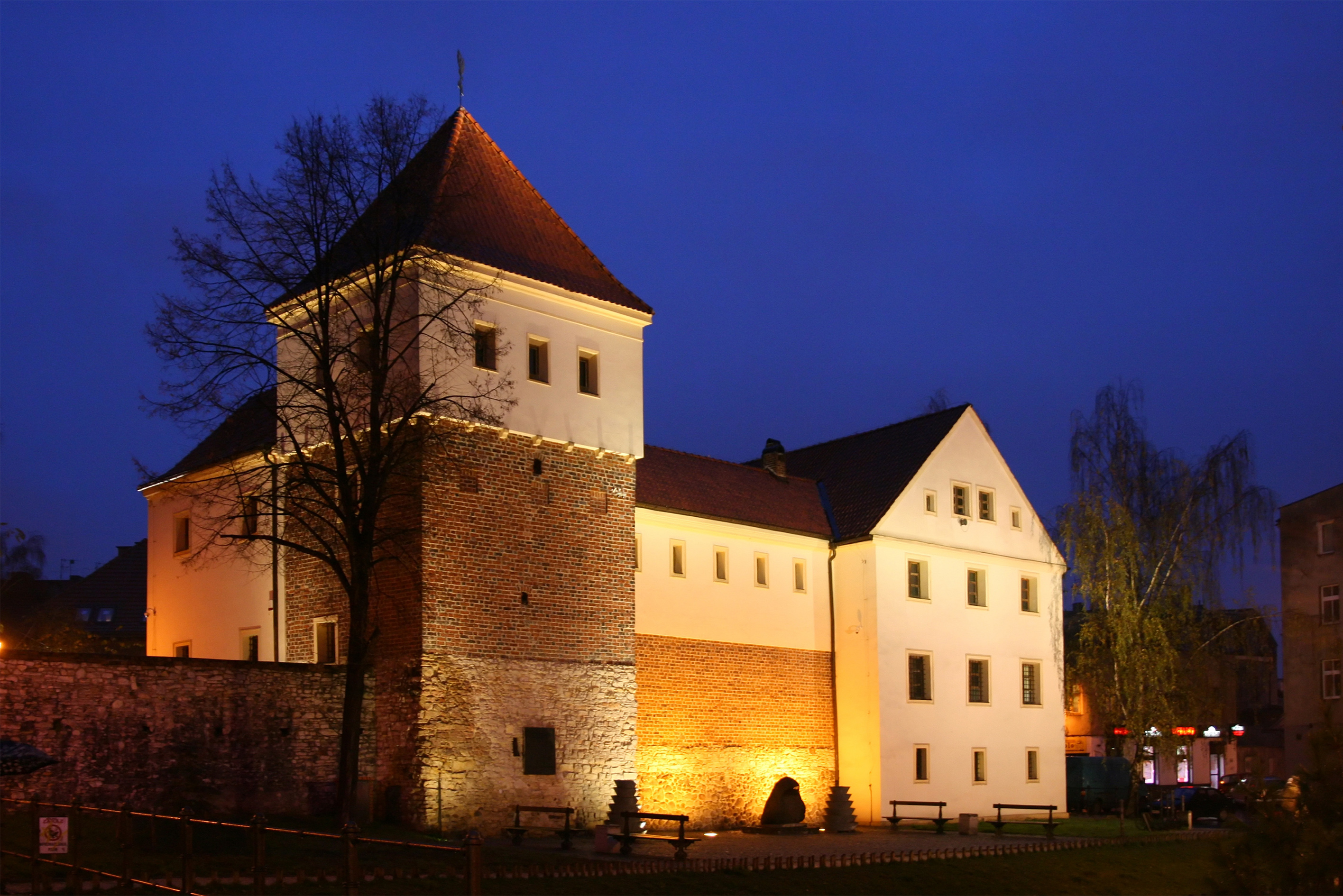
Zamek Piastowski w Gliwicach
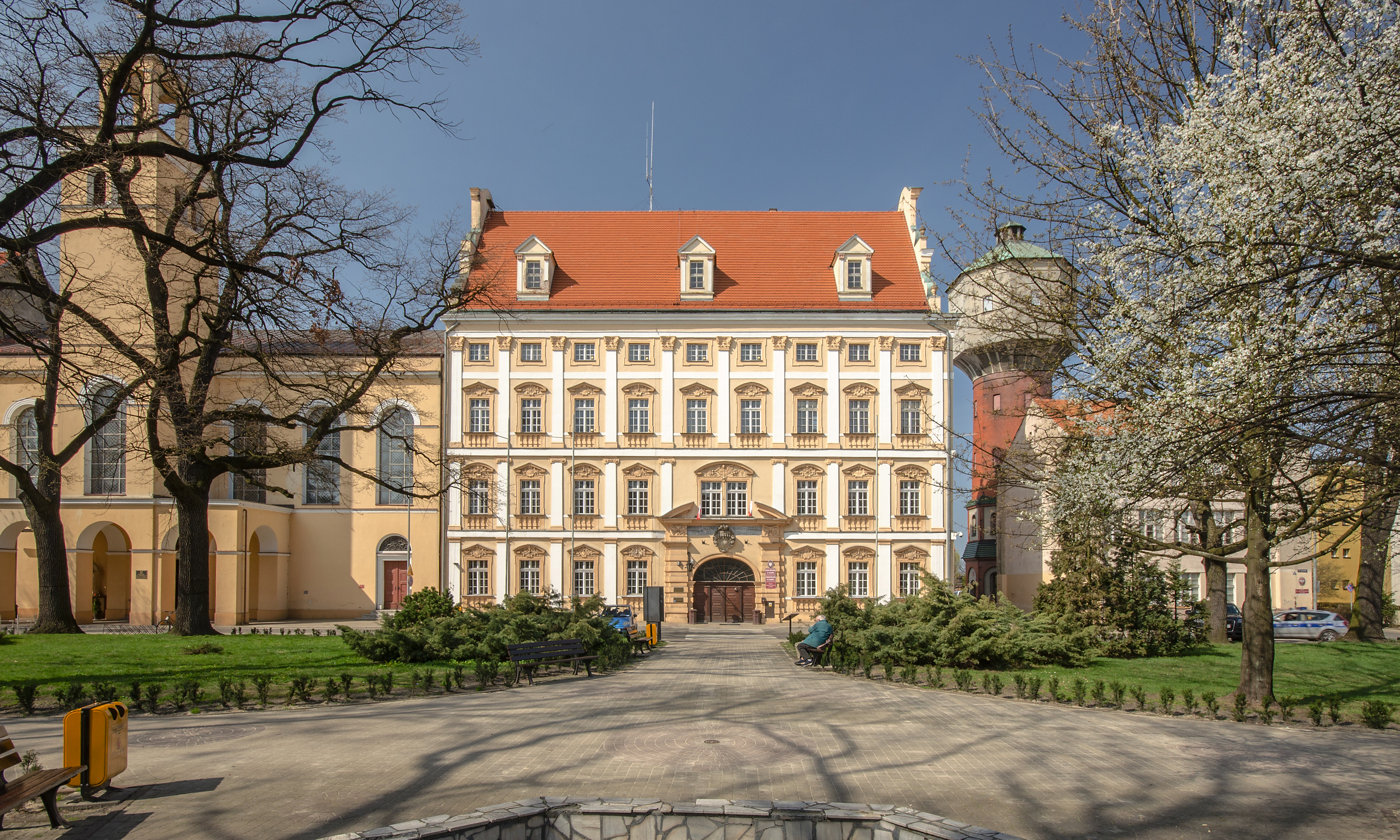
Zamek Piastów i Sobieskich w Oławie
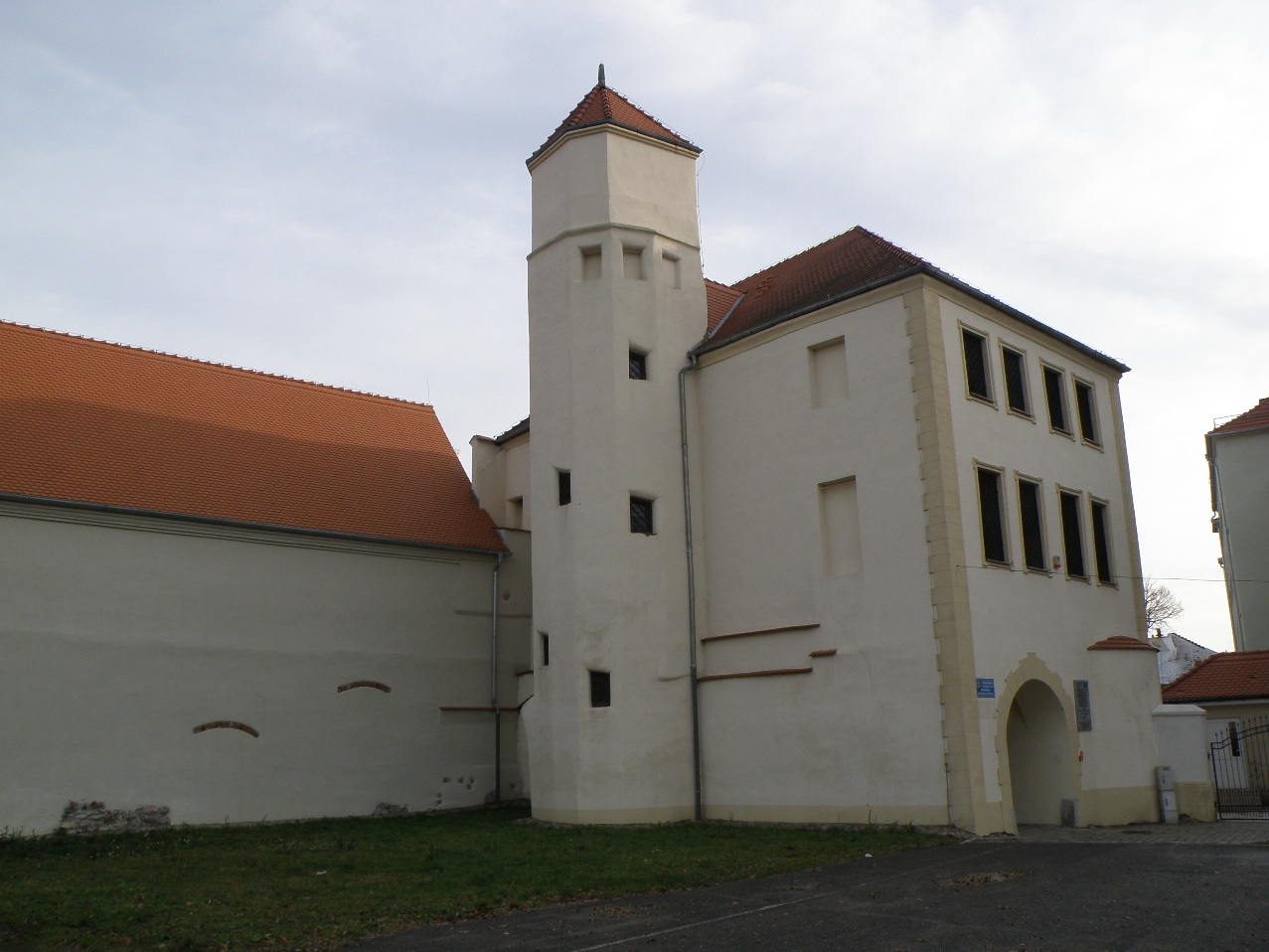
Zamek Piastowski w Krośnie Odrzańskim
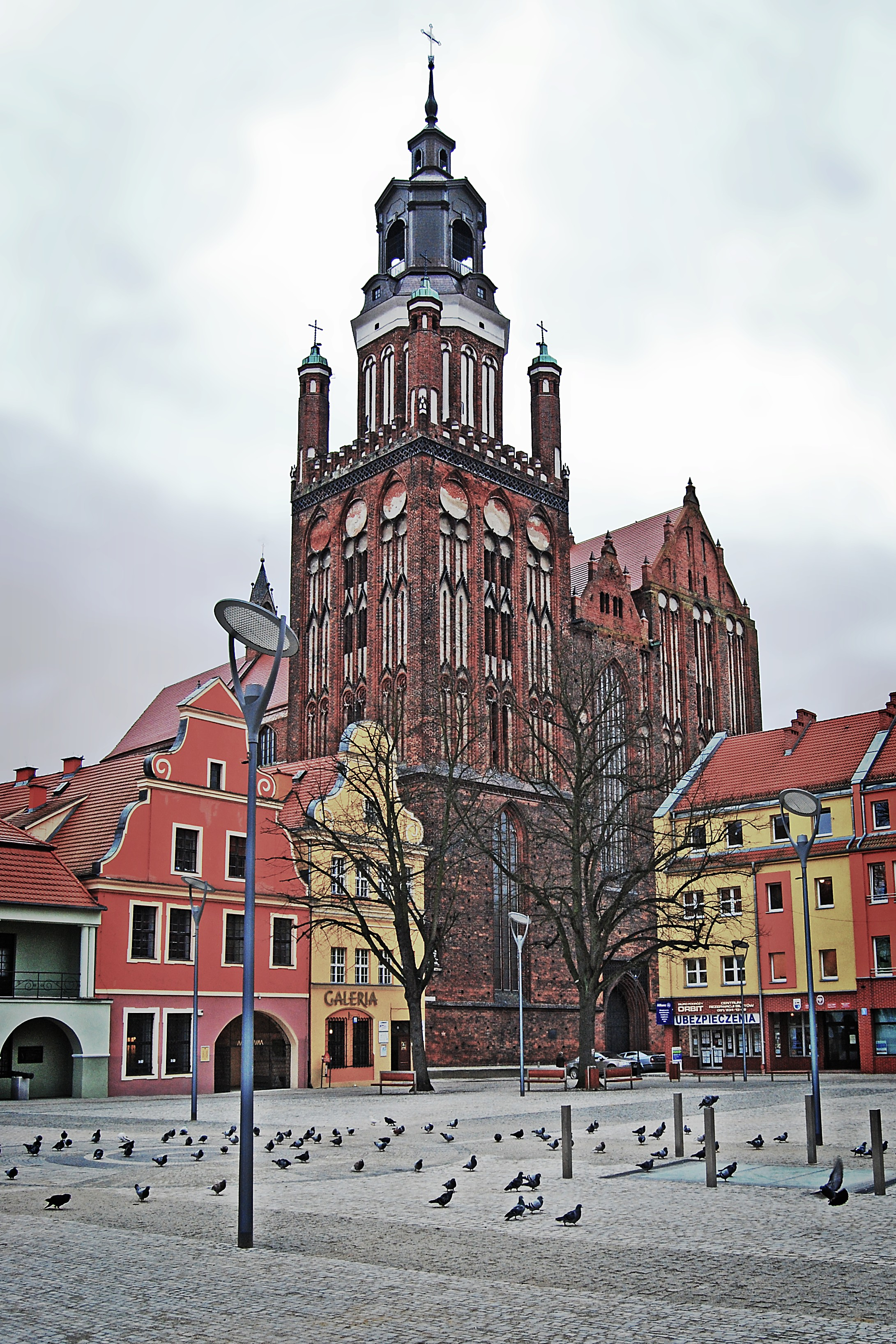
Kolegiata Najświętszej Maryi Panny Królowej Świata w Stargardzie
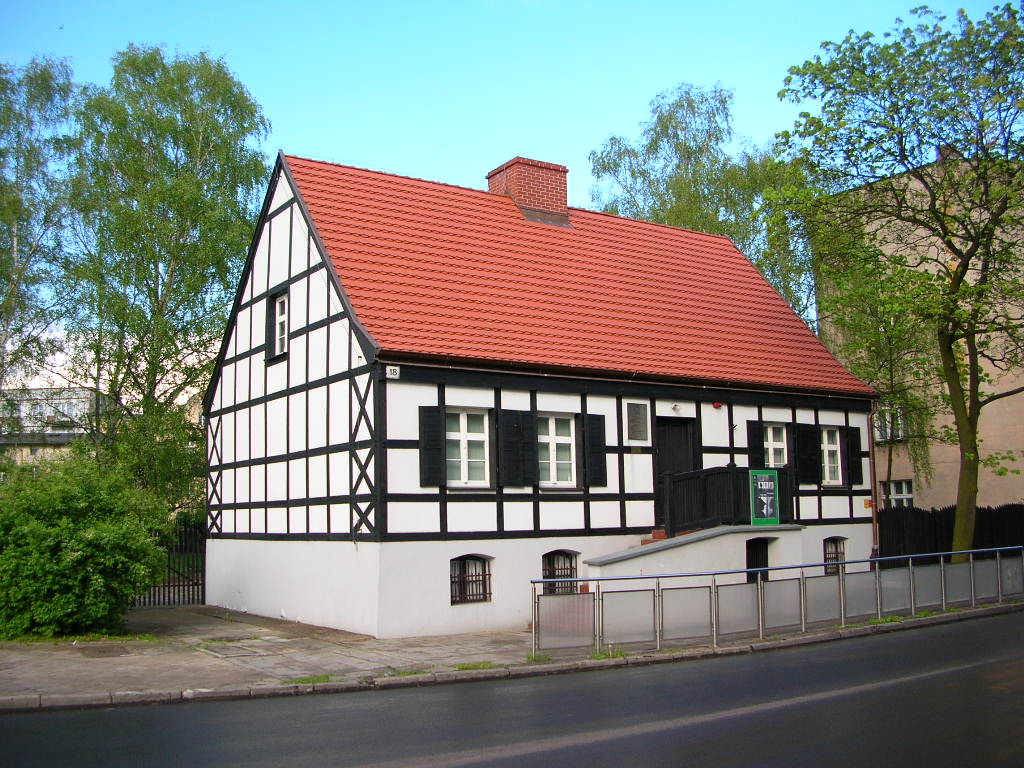
Dom Stanisława Staszica w Pile
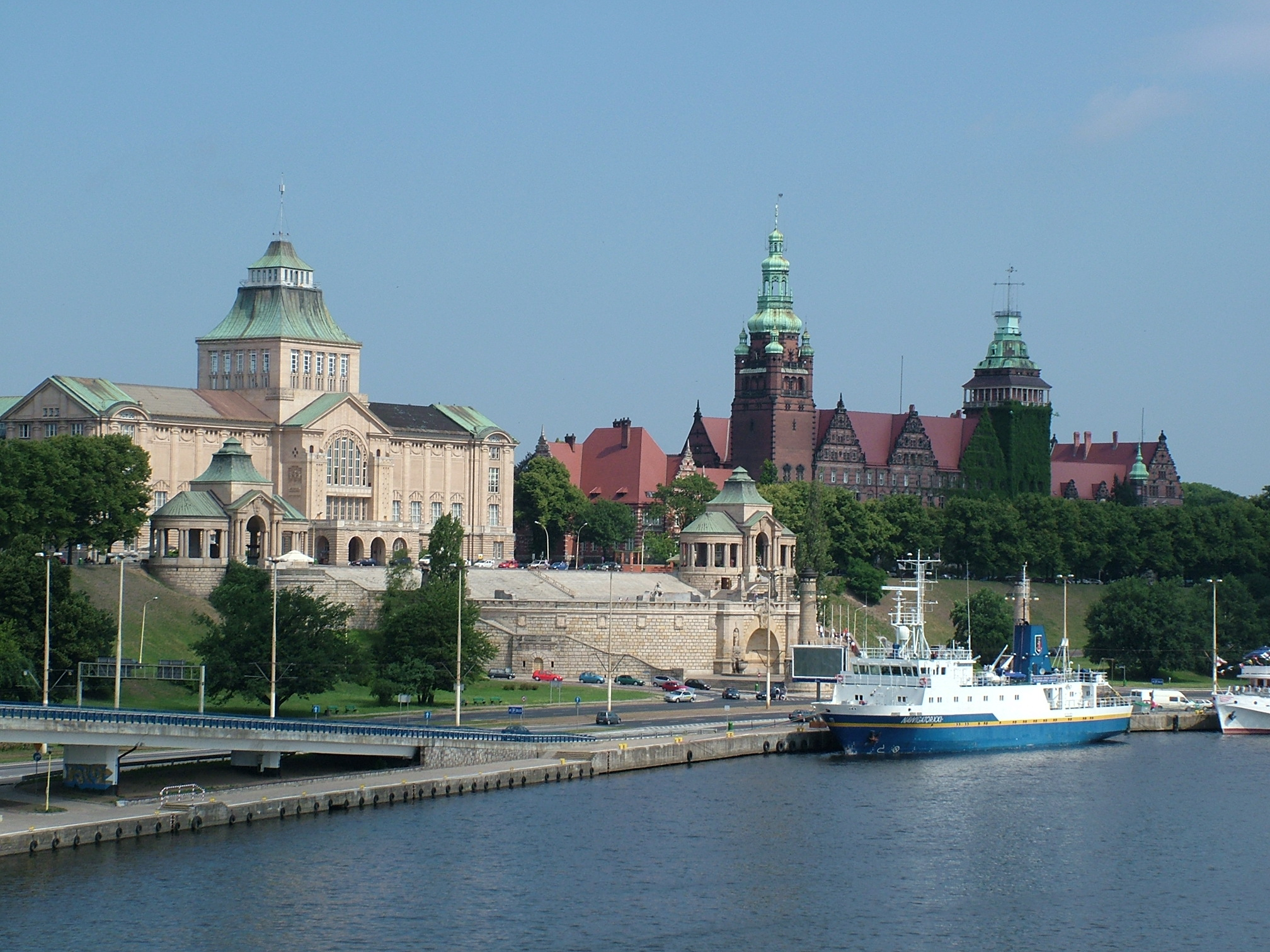
Wały Chrobrego w Szczecinie
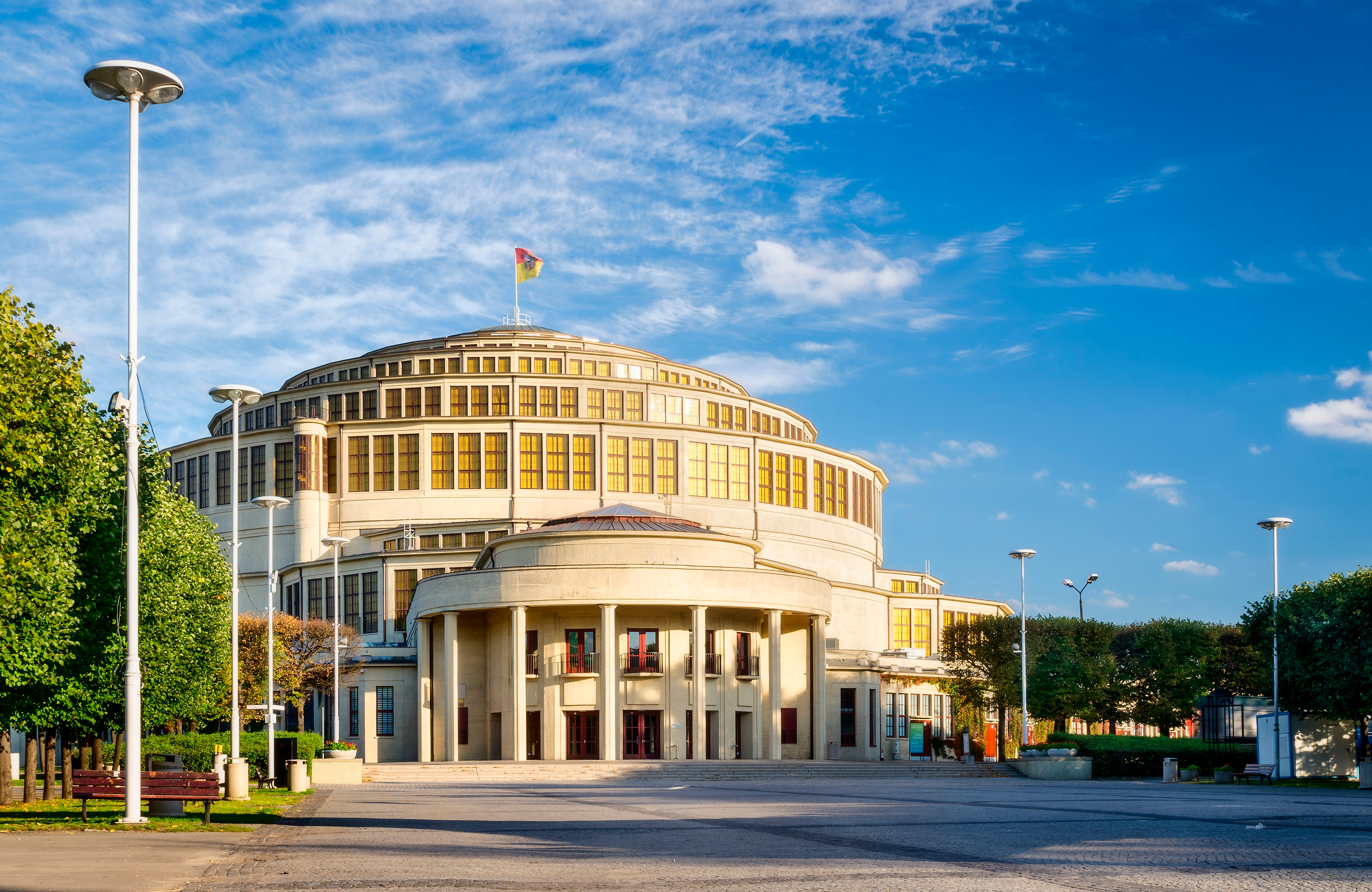
Hala Stulecia we Wrocławiu
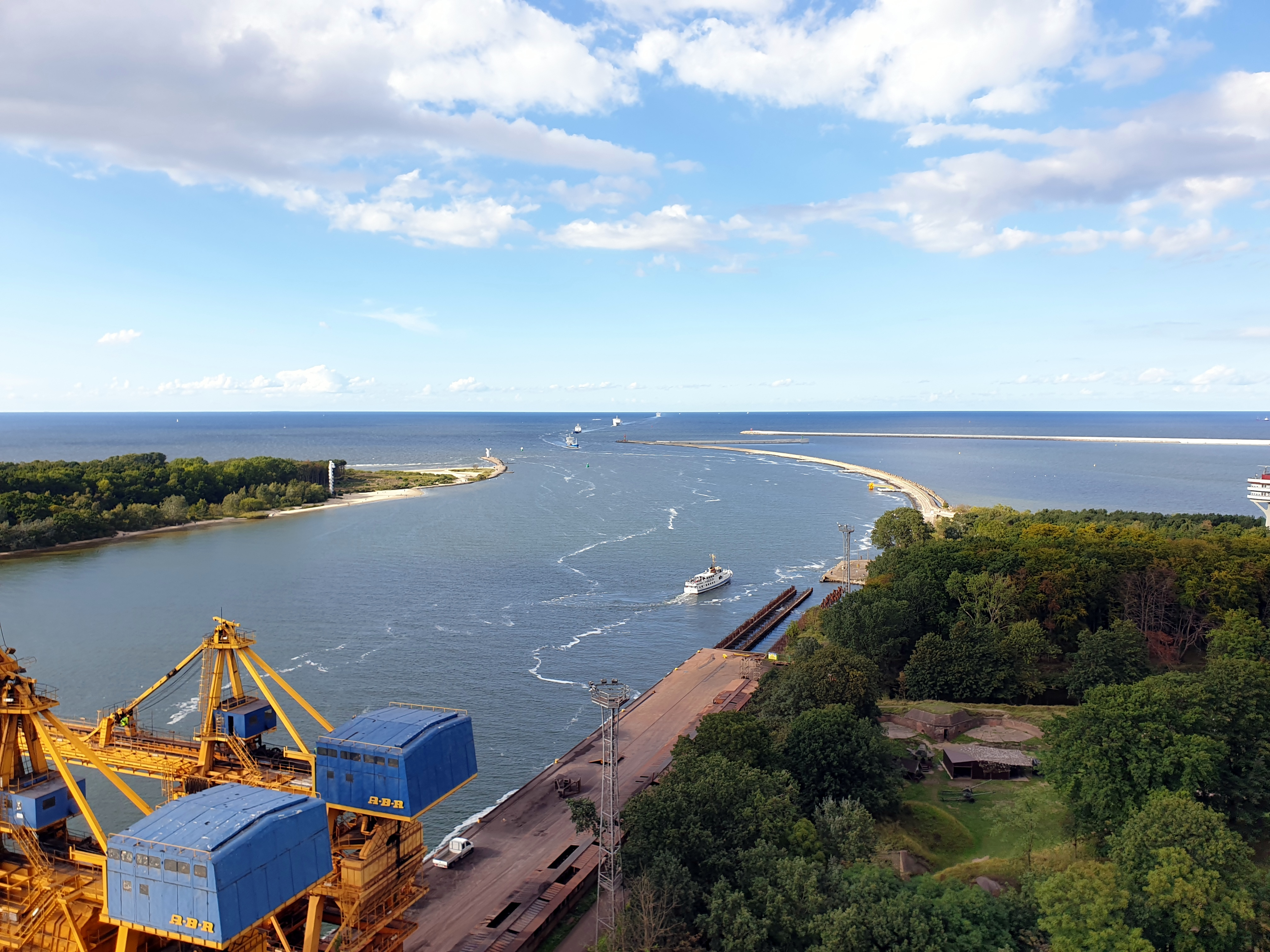
Wejście do portu w Świnoujściu
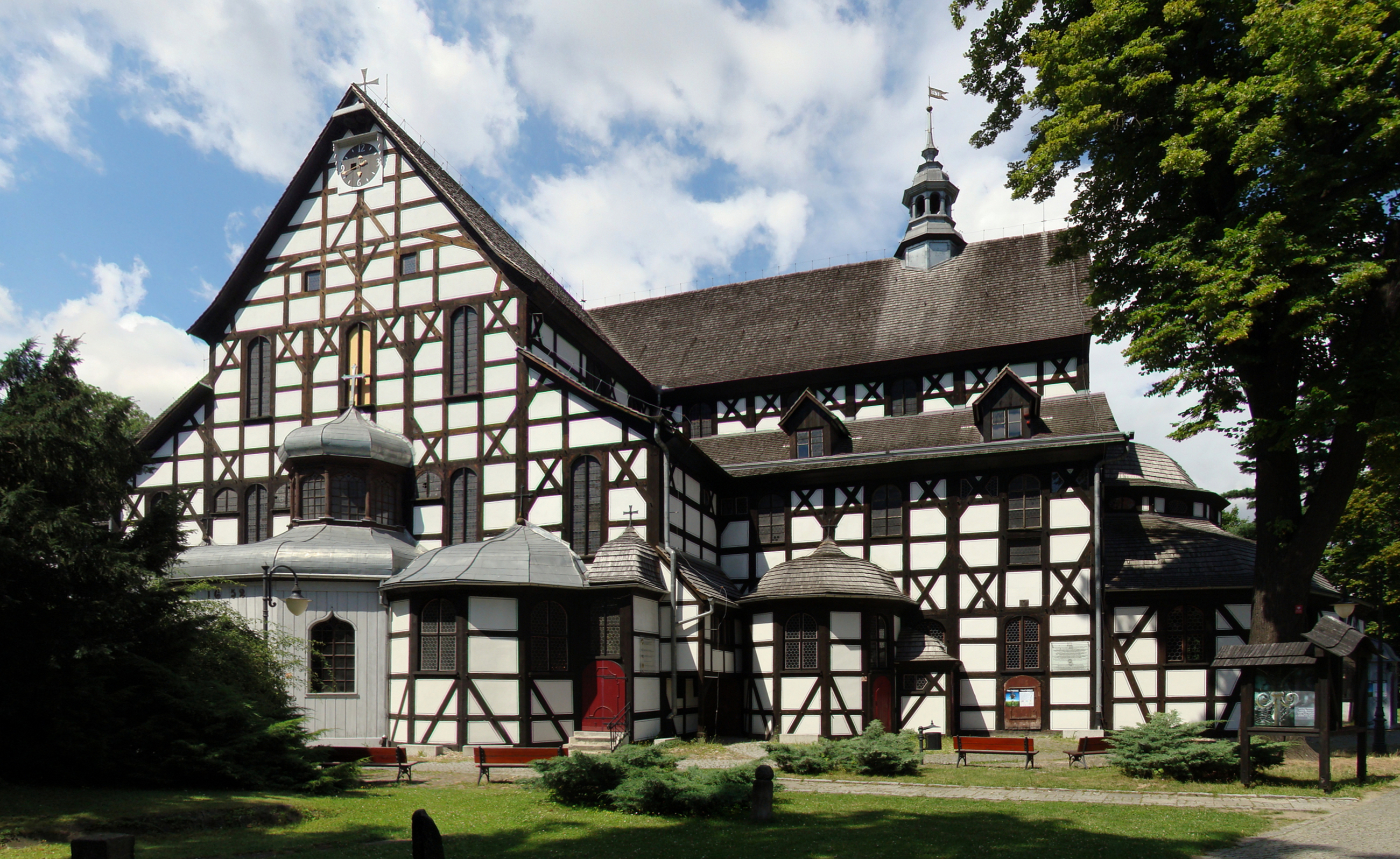
Kościół Pokoju w Świdnicy
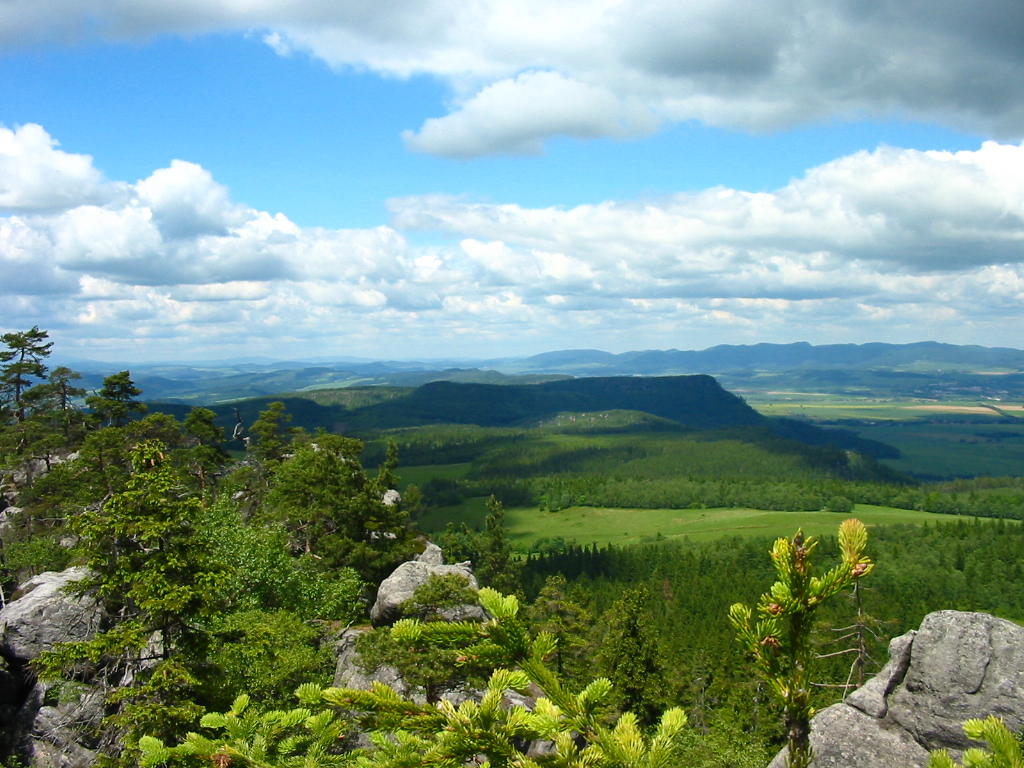
Góry Stołowe
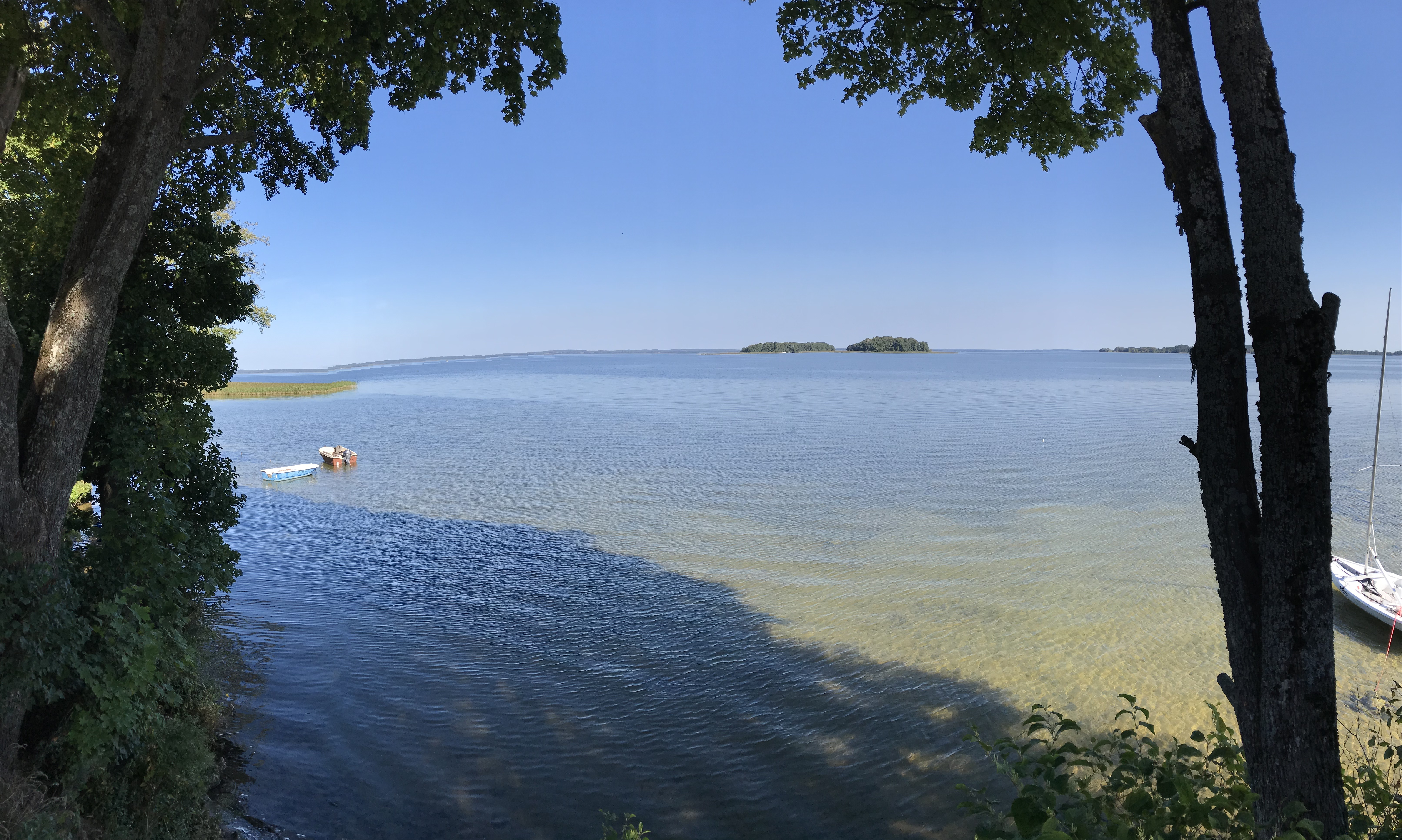
Jezioro Śniardwy
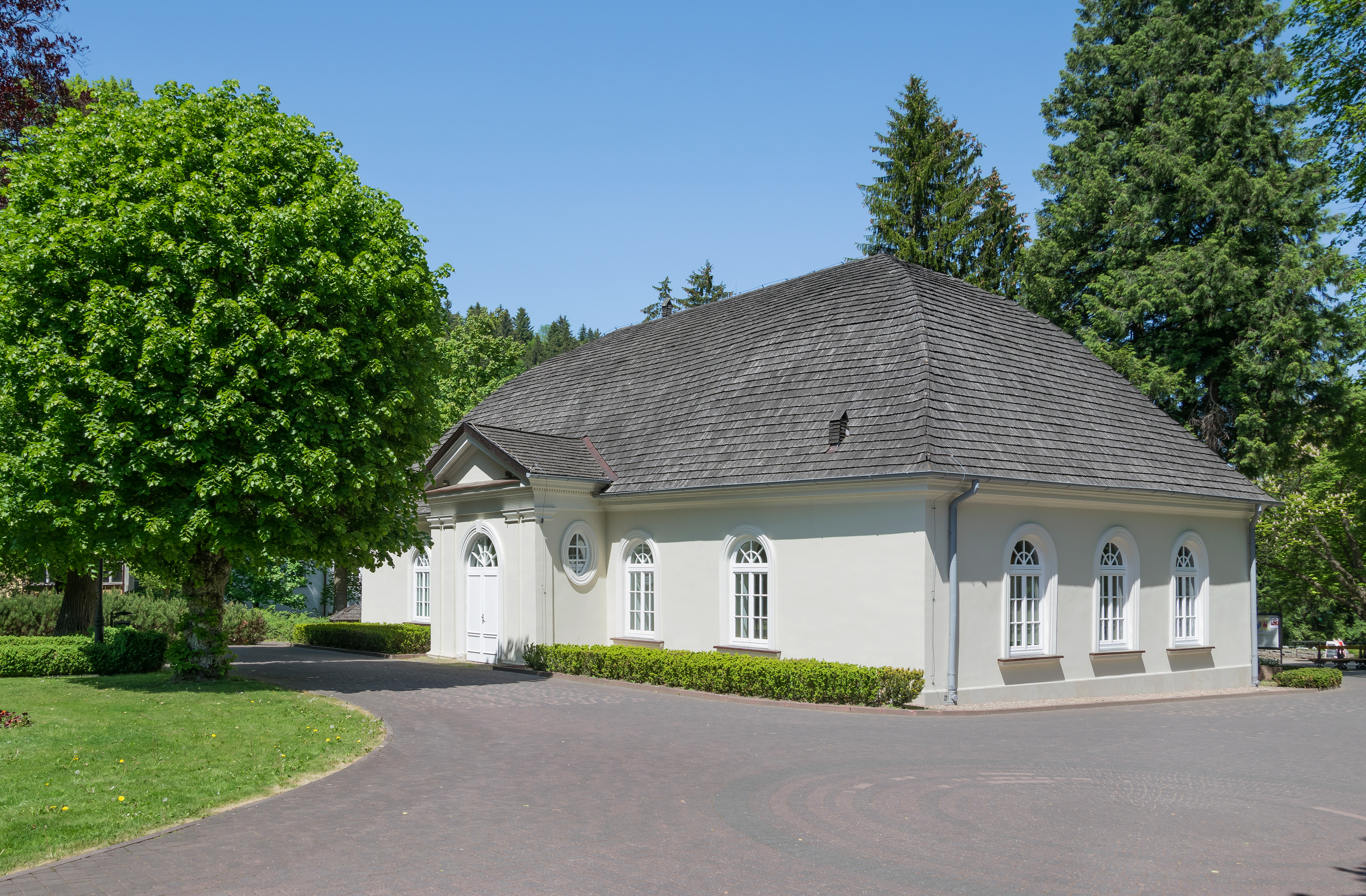
Teatr Zdrojowy im. Fryderyka Chopina w Dusznikach-Zdroju
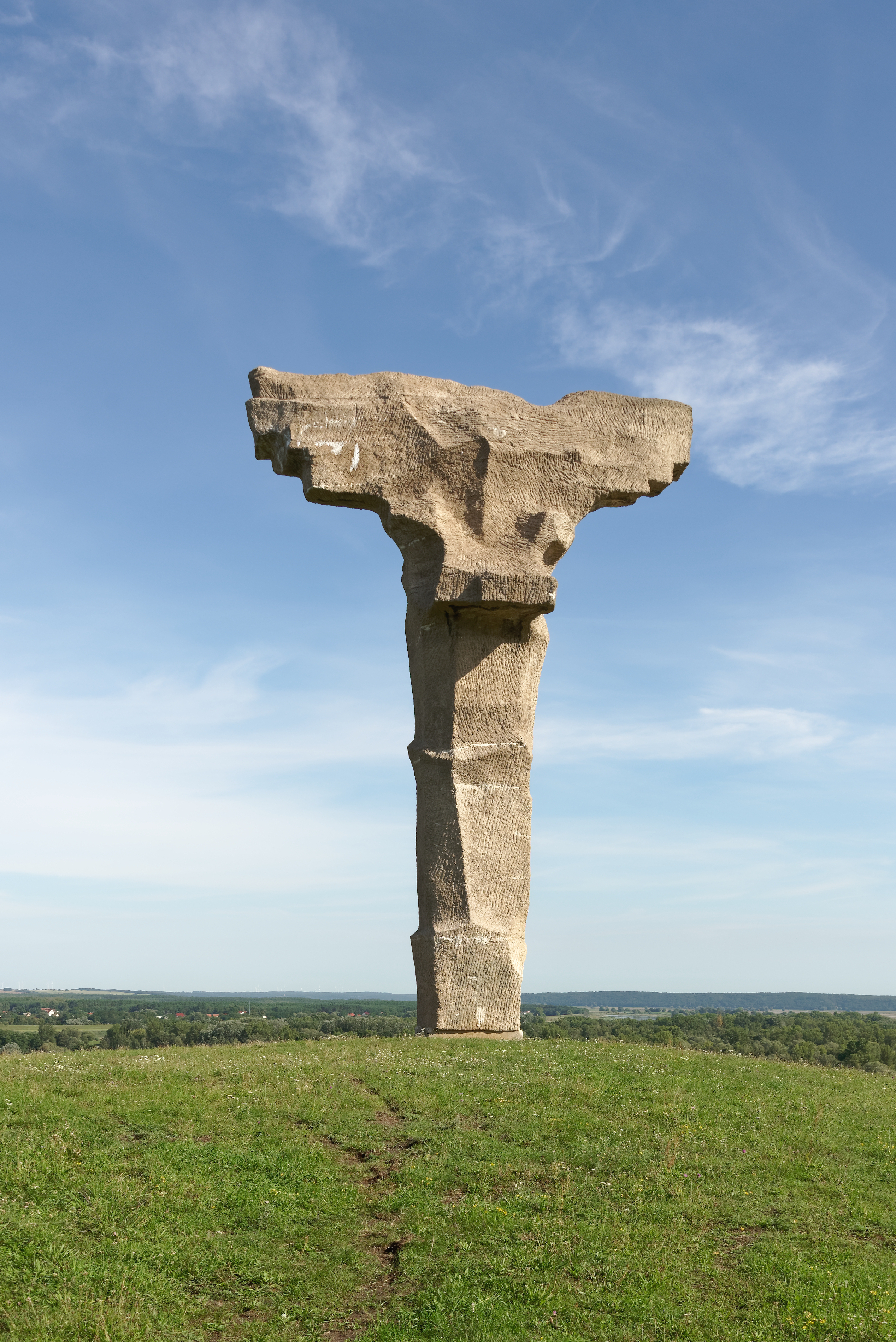
Pomnik bitwy pod Cedynią
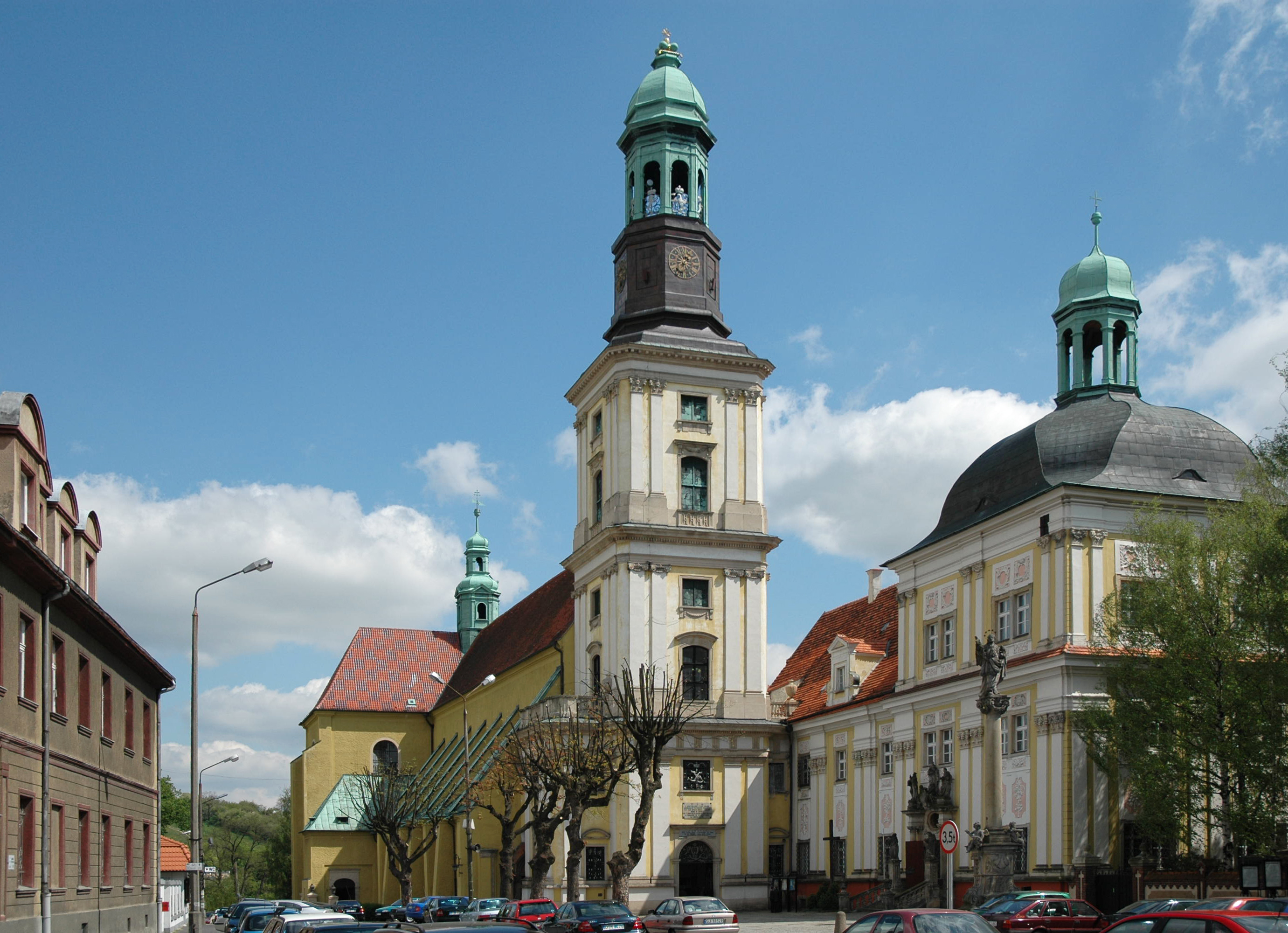
Bazylika i sanktuarium św. Jadwigi w Trzebnicy (jedno z miejsc spoczynku władców Polski)
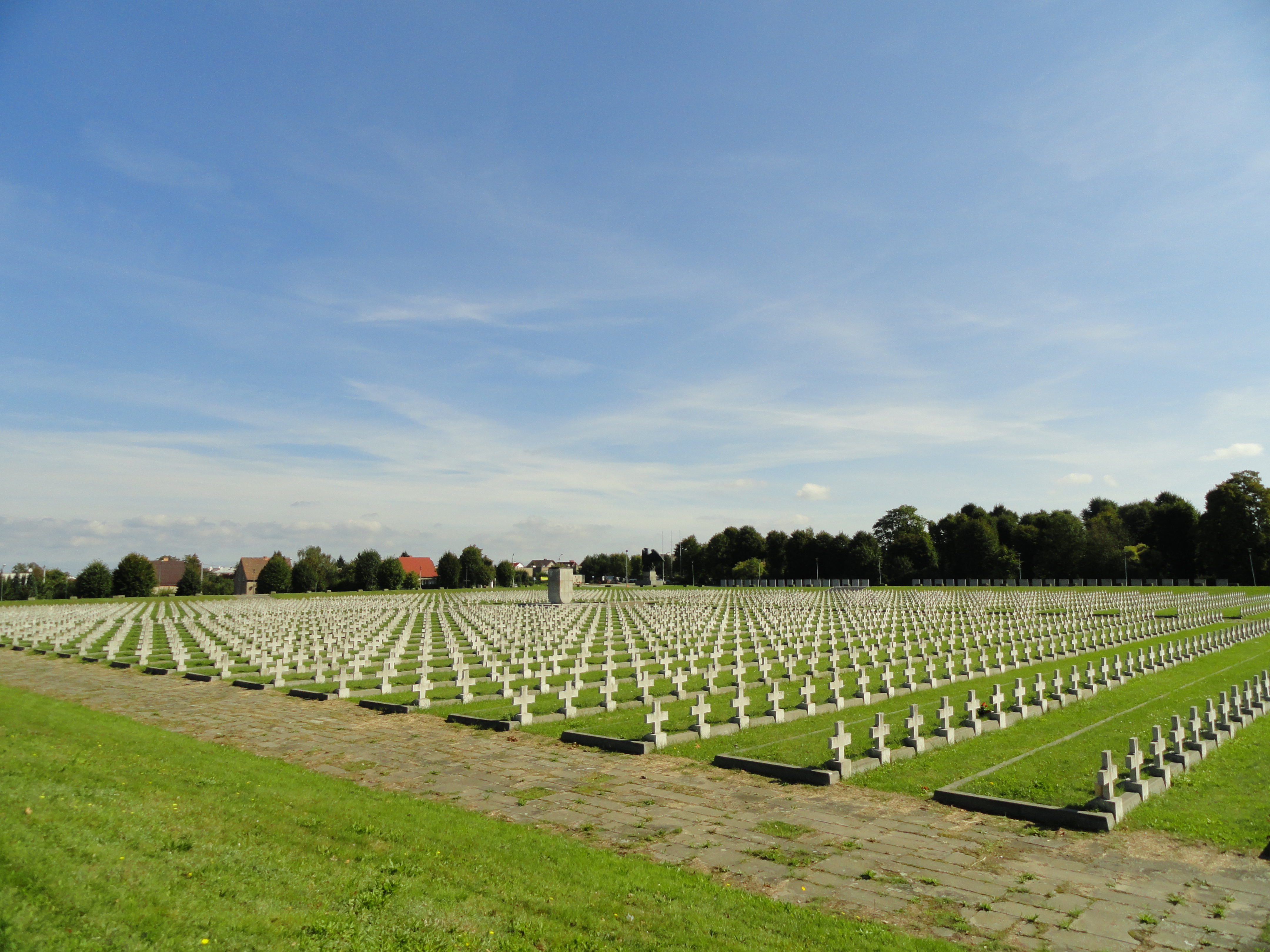
Cmentarz 2 Armii Wojska Polskiego w Zgorzelcu
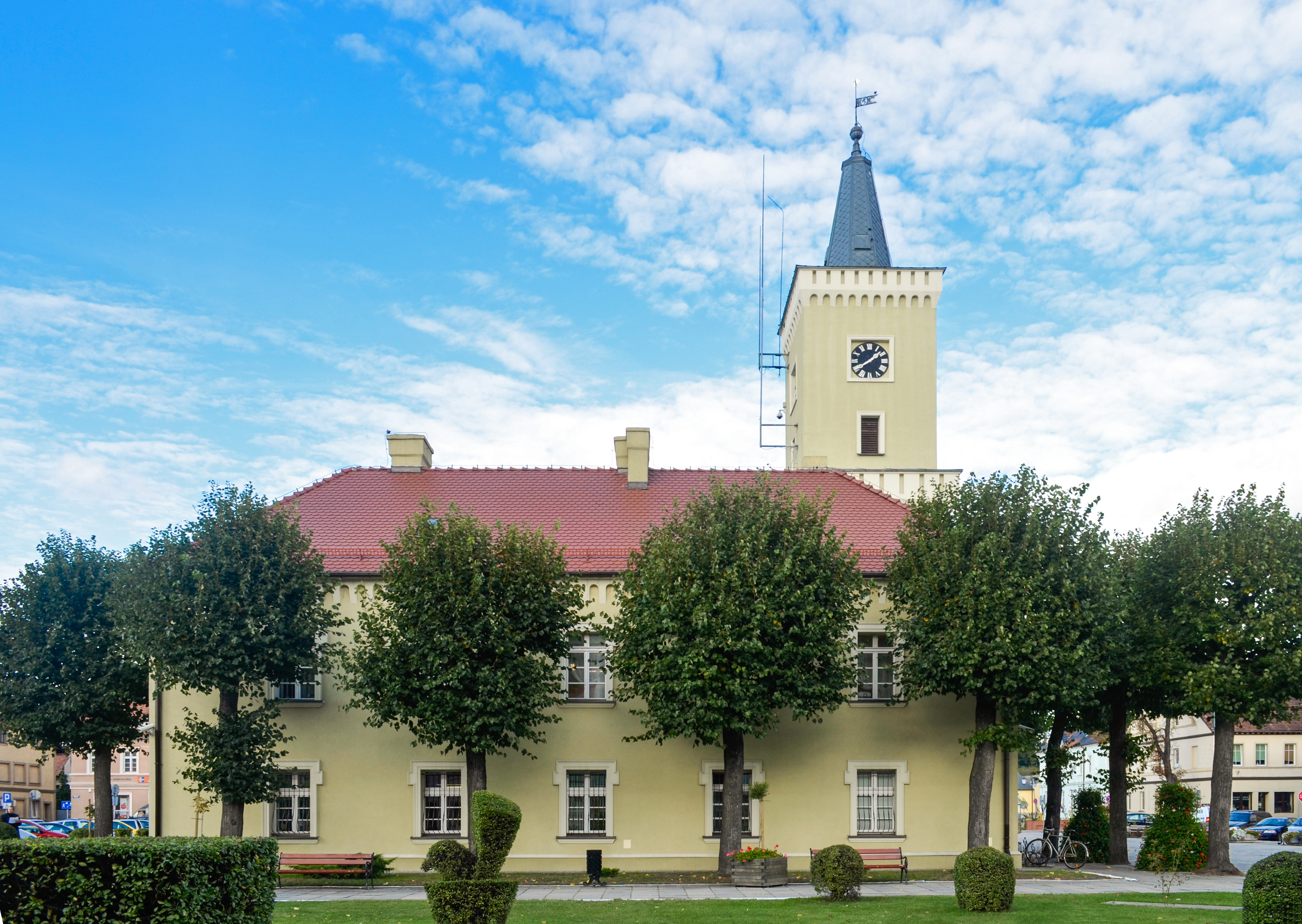
Ratusz w Kargowej, miejsce bitwy obronnej z 1793
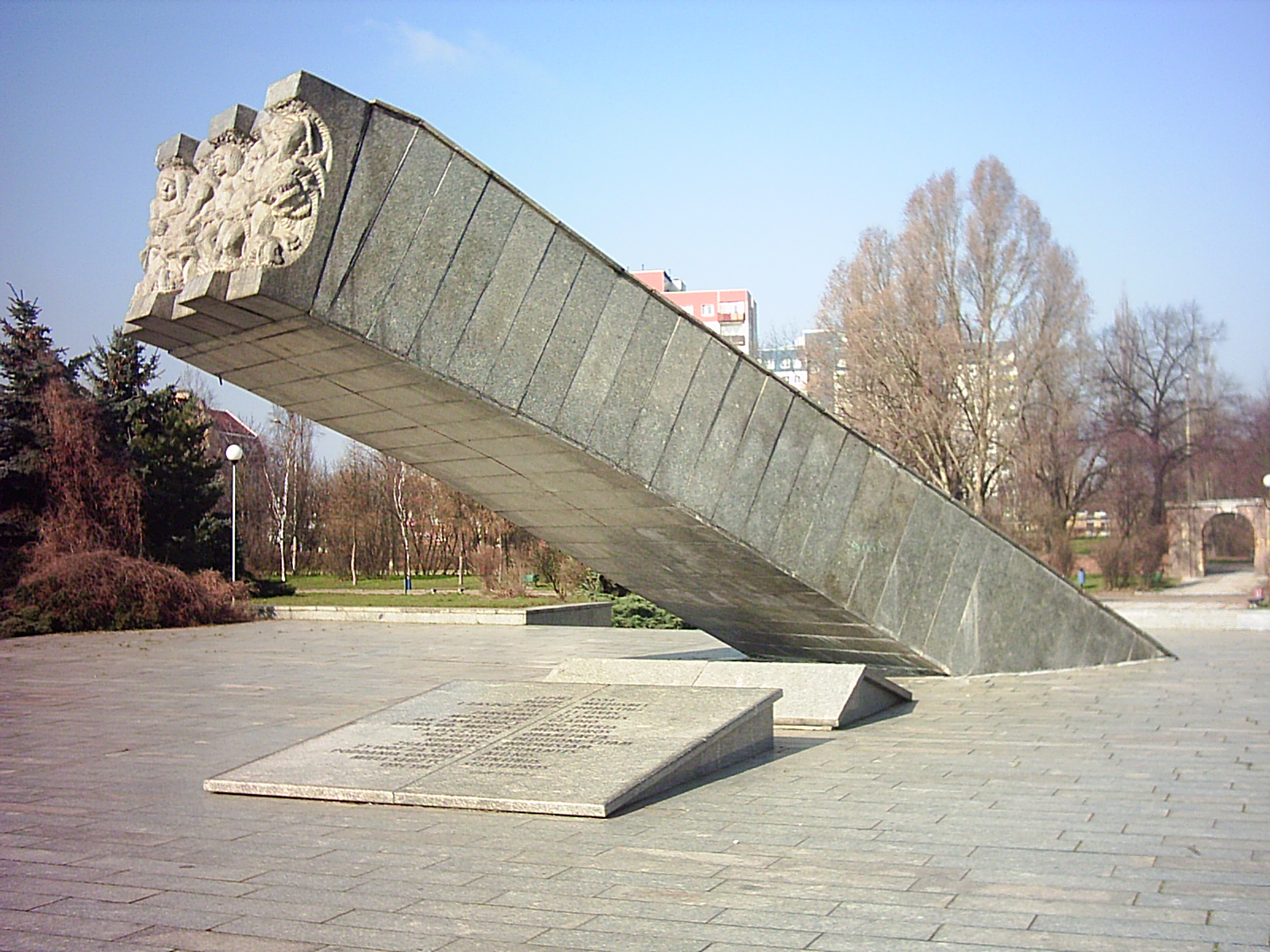
Pomnik Dzieci Głogowskich w Głogowie
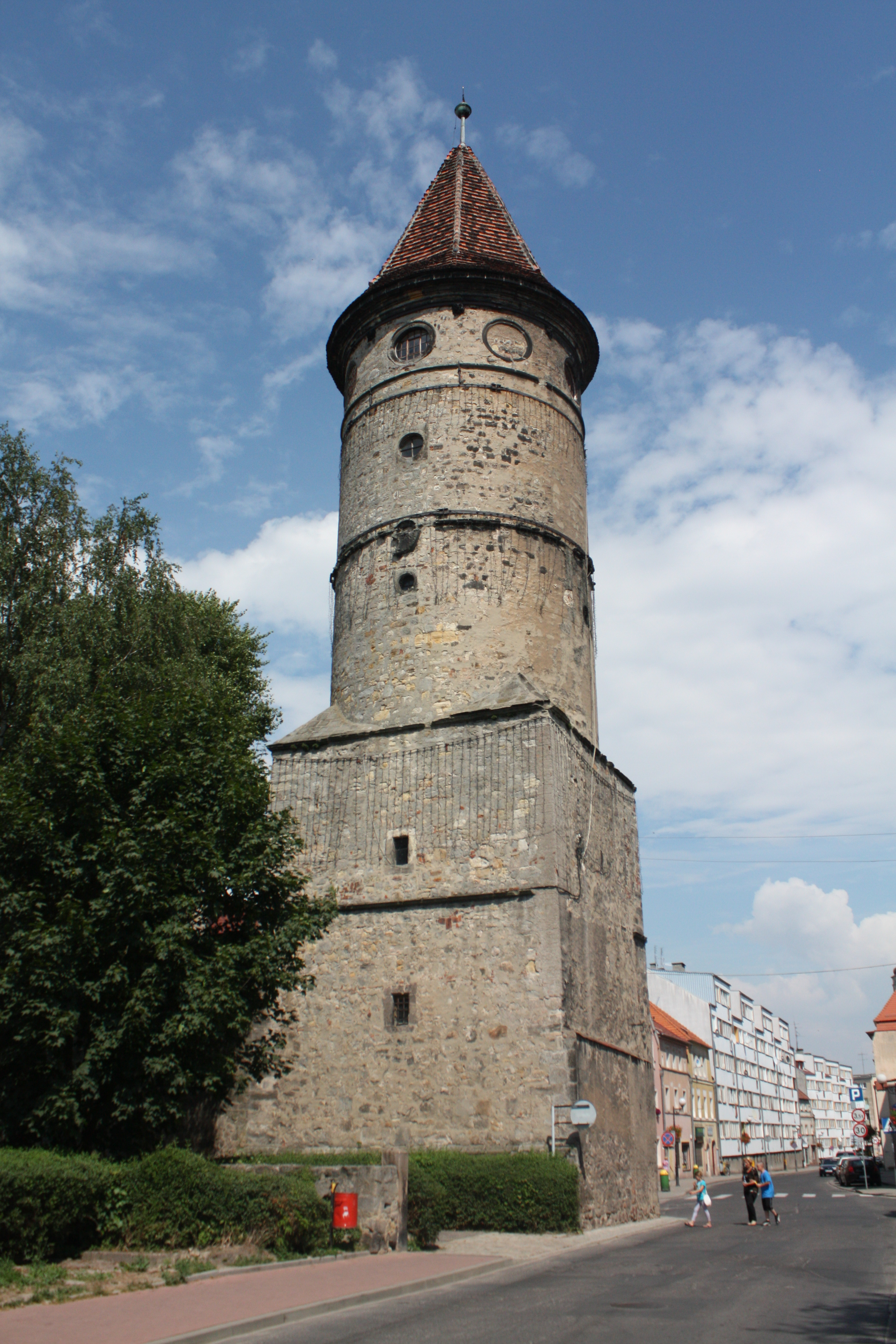
Baszta Bramy Lubańskiej w Lwówku Śląskim
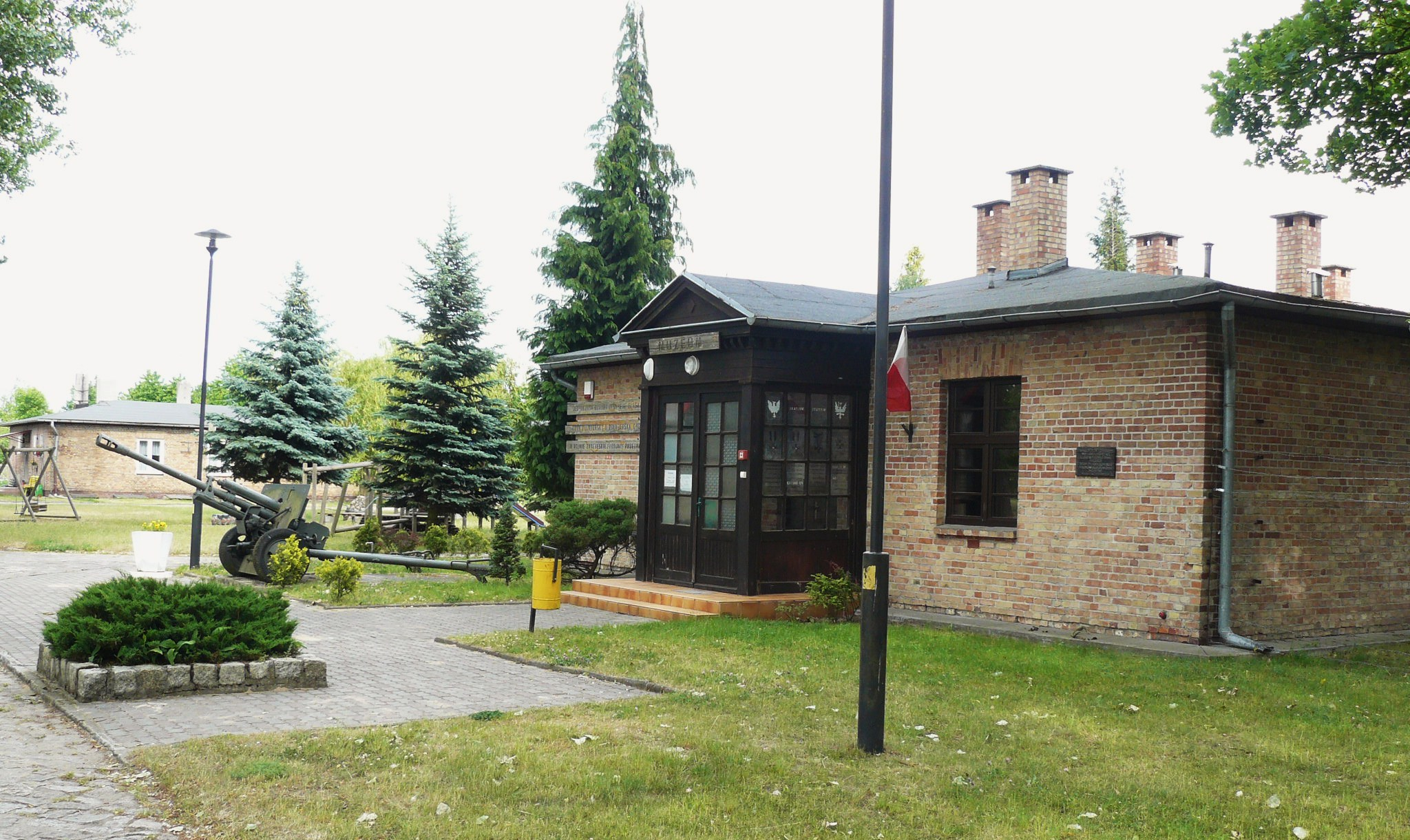
Muzeum Woldenberczyków w Dobiegniewie
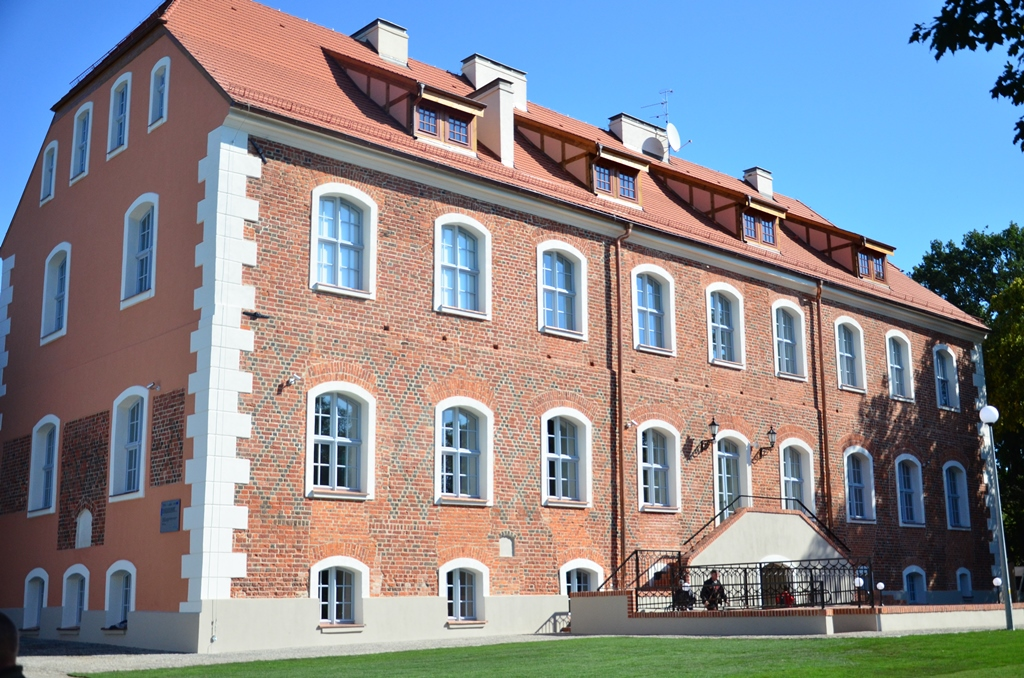
Zamek Książąt Pomorskich w Szczecinku
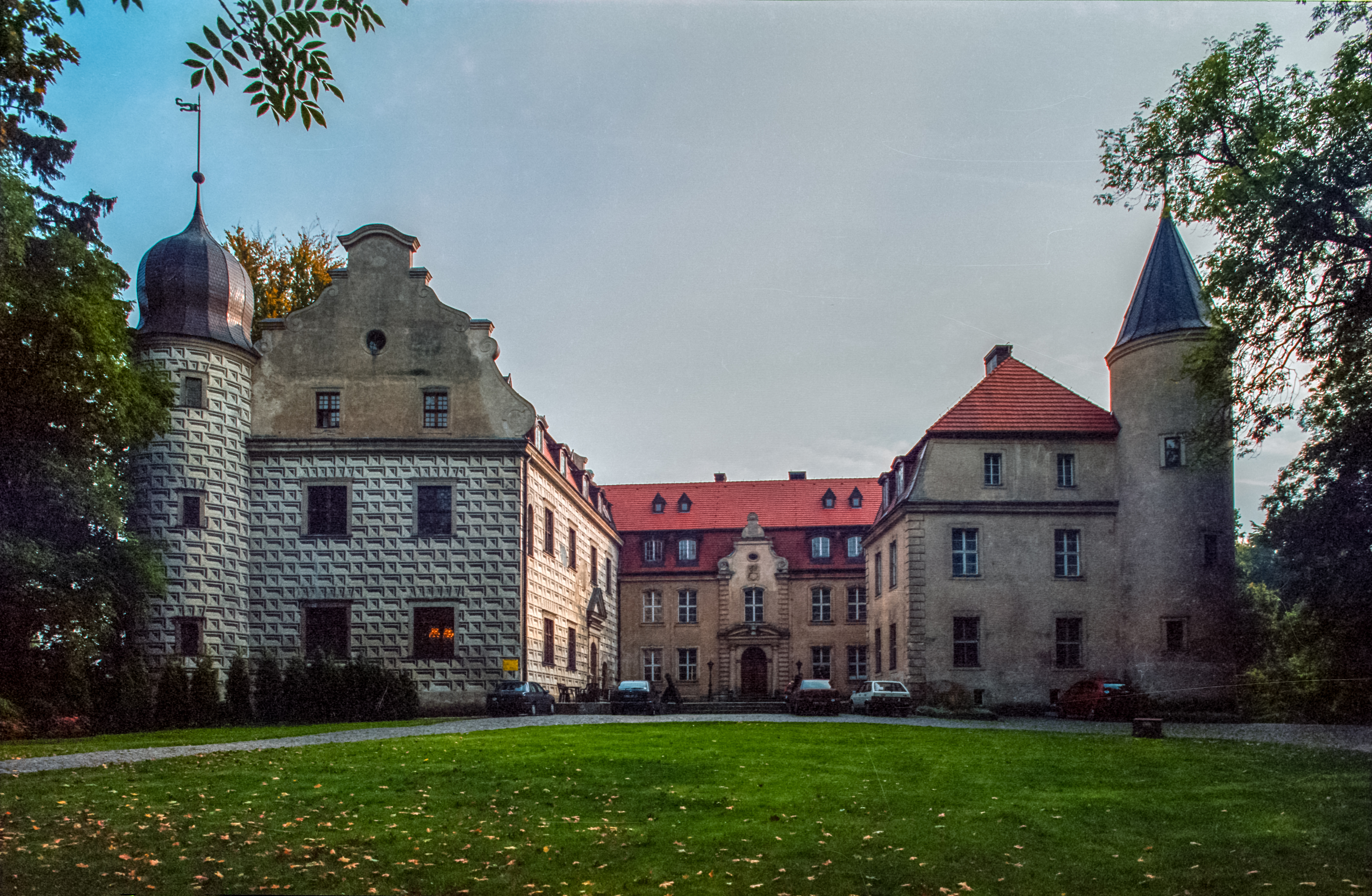
Zamek Wedlów w Tucznie
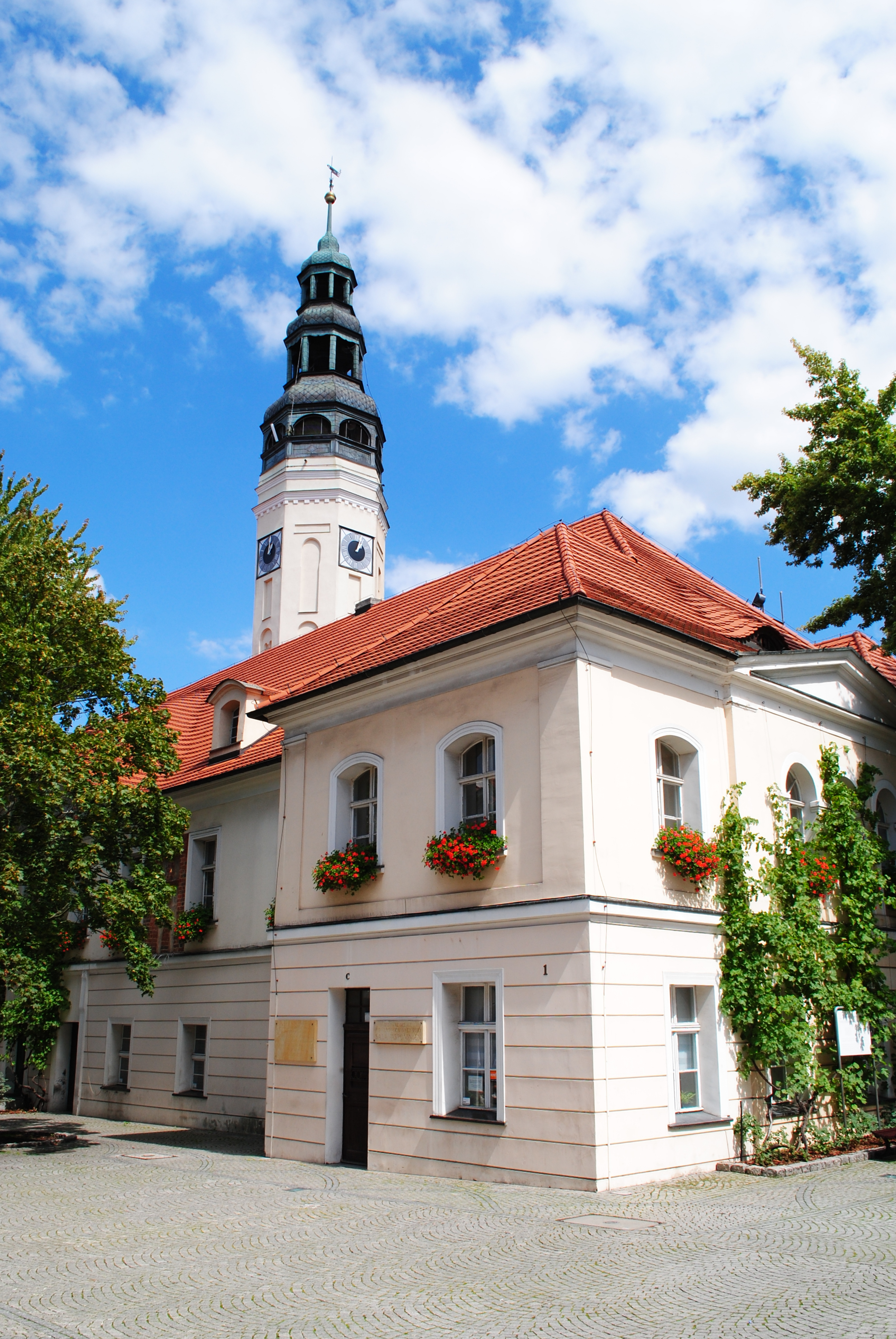
Ratusz w Zielonej Górze

## Herbarz

Herb Pomorza
Herb Pomorza Zachodniego
Herb Kaszub
Herb Wielkopolski
Herb ziemi kaliskiej
Herb ziemi poznańskiej
Herb Marchii Brandenburskiej
Herb diecezji lubuskiej
Herb Łużyc Dolnych
Herb Łużyc Górnych
Herb Dolnego Śląska
Herb Górnego Śląska
Herb Górnego Śląska (wersja z połową orła, ostrzem kosy i młotami)
Herb hrabstwa kłodzkiego
Herb Prus Królewskich
Herb Prus Książęcych
Herb Warmii